# 海淀区
海淀区是中华人民共和国北京市西北部的一个市辖区，属于城六区，是北京最发达的城区之一，地区生产总值位列各区之首。全区面积426平方公里，南北长约30公里，东西最宽处29公里，约占北京面积2.53%。
海淀区山水秀丽、历史悠久、经济昌盛、高校云集。作为高教区，有“中国教育看北京，北京教育看海淀”的说法，北京大学、清华大学等均位于此地。

## 区名由来
海淀区因区政府驻海淀镇而得名，恰如丰台区因区政府驻丰台镇而得名。古时，海淀镇附近为一片浅湖水淀。“淀”是对华北平原北部浅湖的一种通称，如白洋淀。所谓“海淀”，可理解为“其淀大如海”之意。开发海淀的人们在淀边定居，元代已经成村。
“海淀”在历史上也做“海甸”或“海店”，其本名或为「海店」。早在元朝初期王恽的《中堂记事》中就有关于“海店”的文字记载 ，至今已七百多年。明嘉靖年间李开先《闲居集》有《游海甸诗序》。元明期间，海淀水域面积较大，自然景观以水田荷塘为主，吸引了一批文人骚客前来游览赋诗，「店」和「甸」被雅化为「淀」，有“输君匹马城西去，十里荷花海淀还”、“夕阳南北淀,仿佛太湖田”等诗句。

海淀还有一个旧名，即丹稜沜（稜也作陵、棱），指本地一湖泊。明代王嘉谟《丹稜沜记》记载，海淀有一座古祠，祠中有断碑，碑文由元朝上都路的制使朵里真撰写，残存文字中有“丹稜沜”之名，蒋一葵在成书于万历的《长安客话》中也提到了该名。
海淀，水所聚曰淀。高梁桥西北十里，平地有泉，滮洒四出，淙汨草木之间，潴为小溪，凡数十处。北为北海淀，南为南海淀，远树参差，高下攒簇，闲以水田，町塍相接，盖神皋之佳丽，郊居之选胜也。

北淀之水，来自巴沟，或云巴沟即南淀也。（略）巴沟之旁，有水，从青龙桥河东南流人于淀。延而南者五里，为丹棱沜，又南为陂者五六，出于巴沟，达白石桥，与高梁水合。沜虽小，然忽潴，每潴为溪，溪水倒映，见西山诸峰如镜。循沜而西，其地虚敞，可以舟面阳，有贵人别业在焉，土木甚盛。
元明清三代间，“海淀”二字兼为湖泊和聚落的通称，而“丹稜沜”则是文人间用于湖泊的别名，比如清人查慎行就写道“地辟丹棱沜，天开裂帛湖”。 如今，海淀区仍有丹棱街和丹棱大厦等地名，在中关村西区。

## 历史

### 早期聚落
海淀歷史悠久，最晚在戰國時代已經有村落，东升地区的朱房村有汉代建筑遗址。金代开凿高梁河后，水位下降，海淀开始形成大规模聚落。海淀镇雏形可追溯至元初“海店”，为西山商旅与京城往来的歇脚之地。其选址依托台地西缘，既避低地水患，又便于利用巴沟低地的湖泊资源，形成“滨水而居”的原始聚落。

### 园林鼎盛

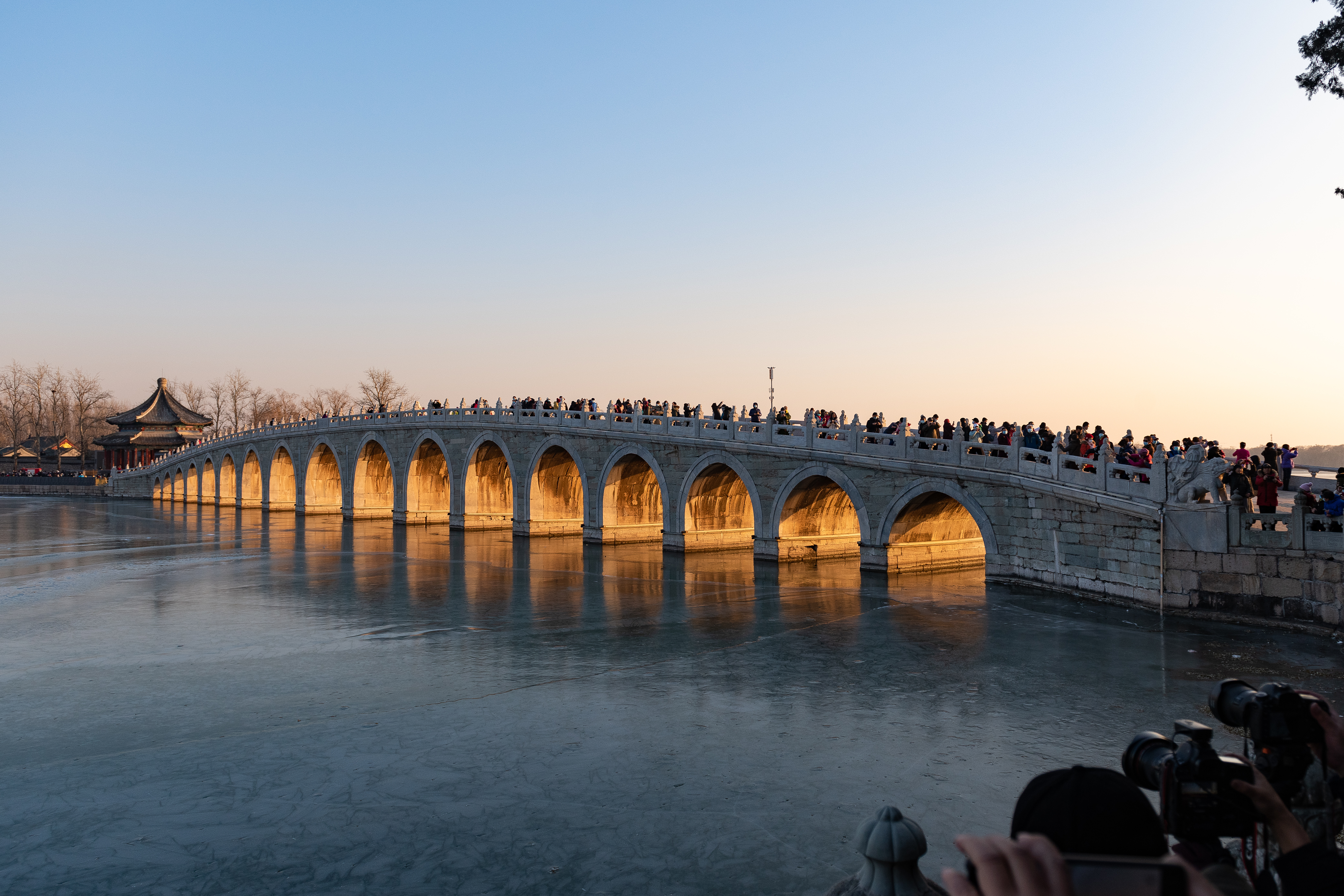
颐和园十七孔桥冬至霞光穿洞

明代起，海淀低地因泉水丰沛、风景殊胜，成为官僚士绅营建私家园林的首选。武清侯李伟（万历帝外祖父）营建的清华园、米万钟的勺园等名园相继落成，清代更发展为“三山五园”皇家园林集群。

康熙之后，圆明园等的营建使海淀镇成为北京西北郊最大的集镇和北京政治副中心，吃穿用度都胜过内城，苏州街的兴建、周围八旗的驻防（今仍有遗留地名蓝旗营、箭亭桥、厢白旗桥等）与服务皇家的聚落随之带来了文化经济的繁荣，形成“台地居人，低地营园”的空间分异。

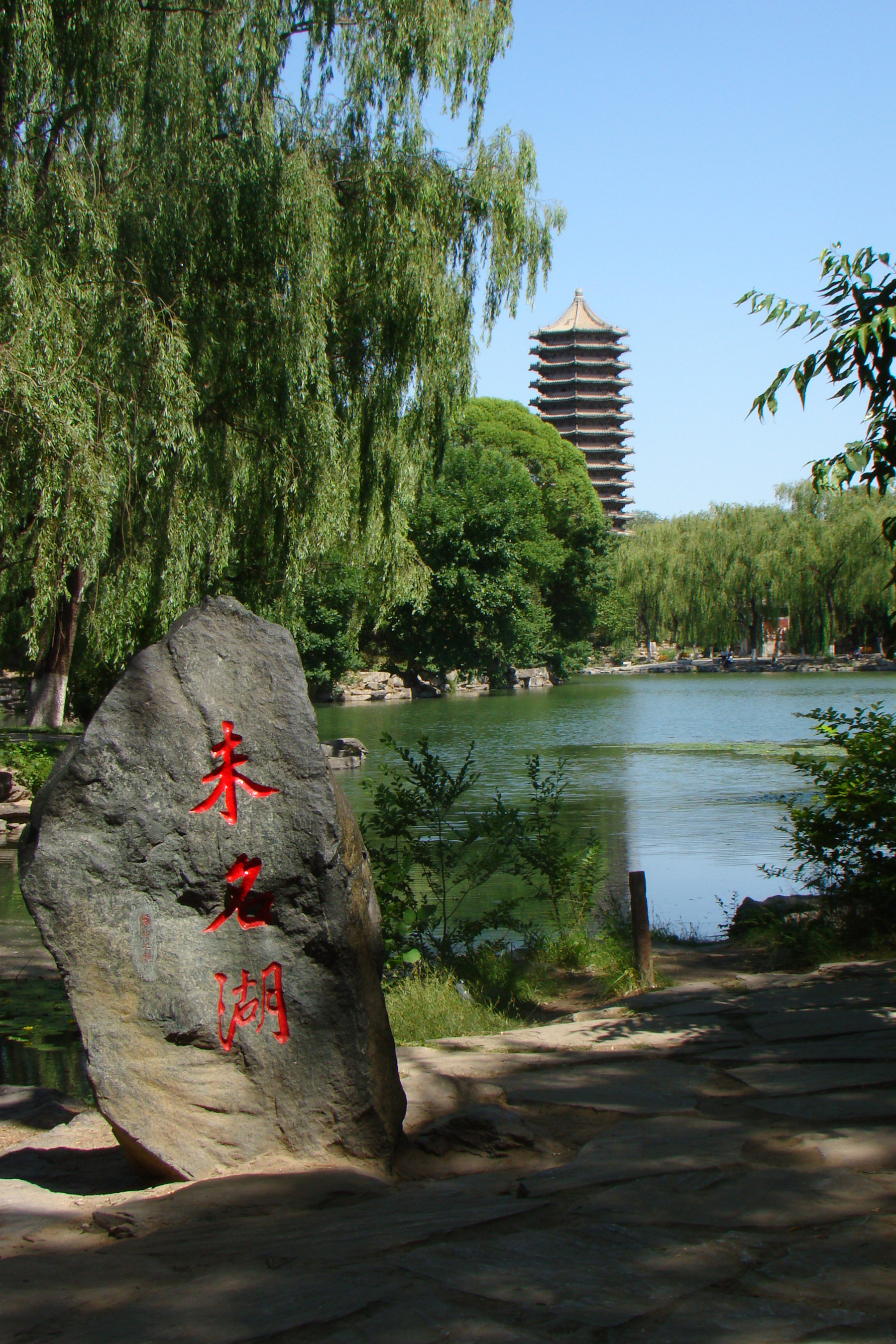
北京大学燕园未名湖

### 毁灭与重生
1860年英法联军焚毁西郊园林后，海淀镇一度衰落。中华人民共和国成立后，依托燕京大学、清华大学等高校的建设，海淀台地被规划为文化教育区。低地水系经整治后，部分湖泊与河道保留为景观水域（如未名湖），与现代城市功能融合，实现了从“皇家禁苑”到“公共文教空间”的历史性转变。

### 近代区划
海淀区现有地域在民国时期分属市郊区和河北省宛平、昌平两县:1。1949年1月10日，北平市十八区人民政府在海淀镇成立，同年7月与十六区一部、十七区合并，改称十六区。原昌平县东北旺一带等五村随后也并入十六区。1950年8月，十六区更名为十三区。展览路、礼士路以东地区于1951年5月划归西四区、西单区管辖。1952年9月1日，十三区正式更名为海淀区。:1
今海淀区边界线长约146.2公里，南北长约30公里，东西最宽处29公里。

## 人口
2020年11月1日零时，海淀区常住人口为313.3万人，与2010年第六次全国人口普查的328.1万人相比，十年减少14.8万人，年平均减少1.5万人，年均下降0.5%。
2023年年末，海淀区常住人口312.5万人，比2022年末增加0.1万人。出生率4.80‰，死亡率3.74‰，自然增长率1.06‰。常住外来人口105.0万人，占比33.6%；常住人口年末全区户籍人口246.9万人，比2022年末增加1.4万人。男女性别比98.4:100，女多男少。0-14岁人口占比11.9%，15-59岁人口占比66.7%，60岁以上人口占比21.5%，65岁以上人口占比15.5%，已进入老龄化社会。

## 自然条件

### 地形

香山鸟瞰海淀台地和巴沟低地

海淀区地处华北平原北缘，系古代永定河冲积扇的一部分：约7000年前，古永定河出西山后先转向东北、再向东南入海，称为“古清河”。受华北平原构造运动及地势影响，古永定河河道南迁，古清河因失去水源补给而断流，冲积扇上遗留的河道低洼地带逐渐发育为湖泊、沼泽及洼地群，构成海淀地貌雏形。然而，永定河南迁后，故道内泉水众多，水乡泽国，并不宜居。金代，引瓮山泊水入高梁河，打通了海淀台地，万泉河流域水位下降，地面出露，始形成较大规模的人类聚落。

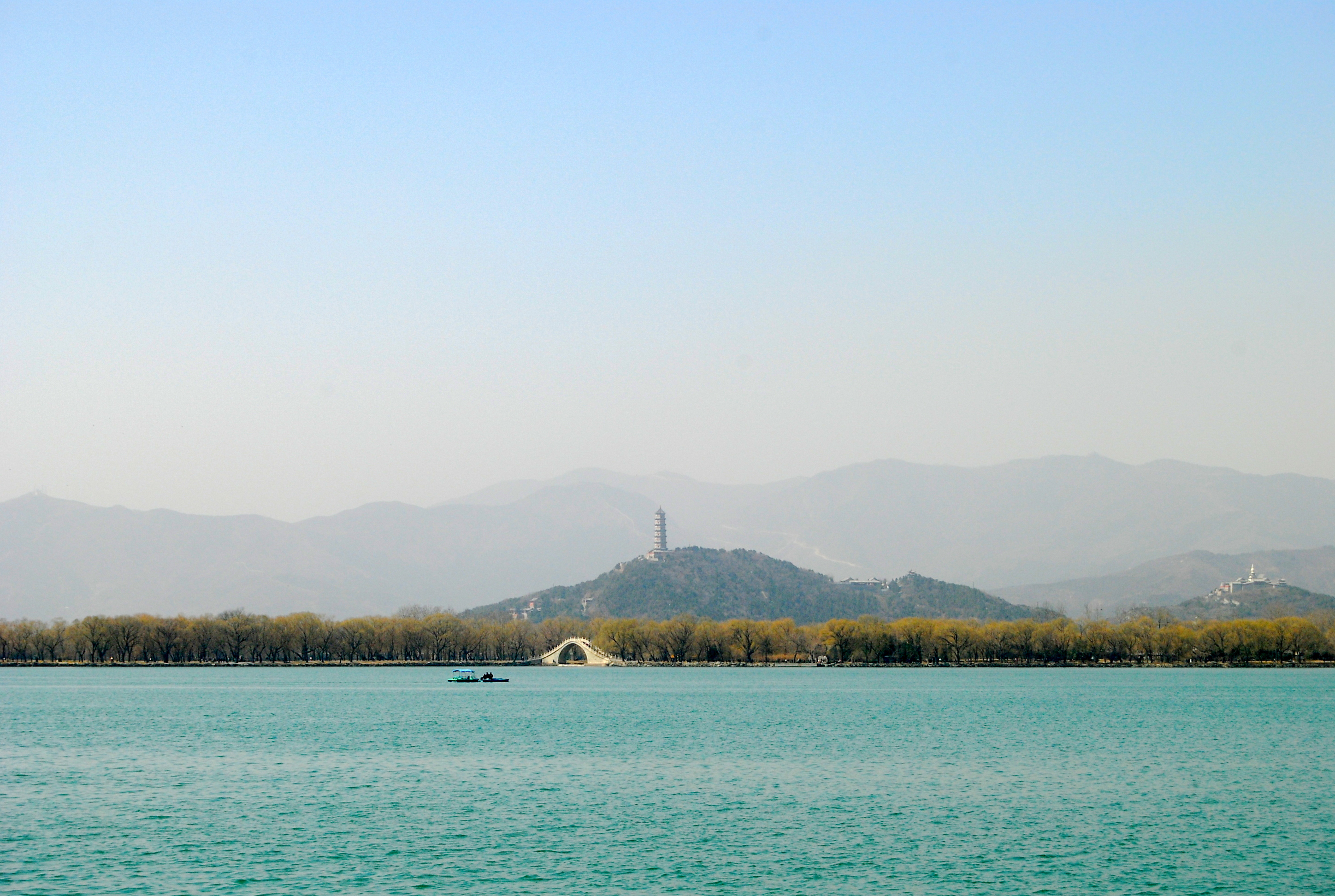
颐和园昆明湖远眺玉泉山

海淀地势西高东低，大部分为海拔 50 米左右的平原。海淀的平坦地带以50米等高线为界，可分为海淀台地与巴沟低地。
海淀台地东南高而西北低，构成西直门至玉泉山一带的冲积扇背脊。这一高亢地带自元代起即为交通要道，乾隆时自西直门至白石桥、魏公村、黄庄、海淀镇向西至颐和园修筑石道，称白颐路、西颐路，后拓展为京颐公路，经文革改名后形成今中关村大街斜贯其中，成为连接北京城与西山的重要纽带。

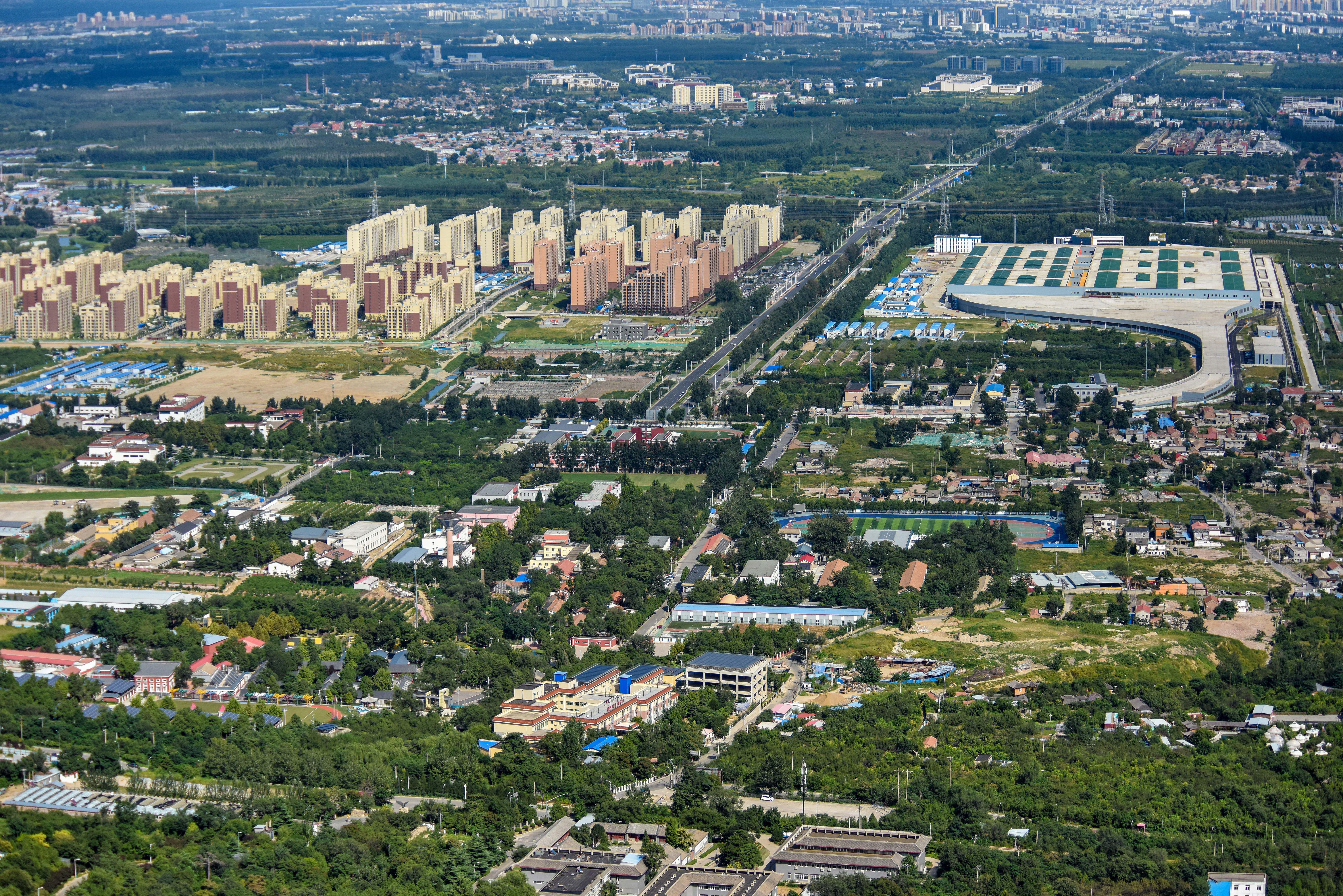
鸟瞰苏家坨（2017年）

台地以西，则是海拔骤降至47米以下的巴沟低地，原为永定河冲积平原的一部分，后因泉水汇聚与人工疏浚，逐渐形成湖泊沼泽密布的水乡景观。此两者，形成“东南干燥、西北润泽”的地理分野，为海淀聚落的分布与功能分化奠定了基础。
海淀区西部为海拔100米以上的山地，面积约为66平方公里，占总面积的15%左右，今温泉镇、苏家坨镇、上庄镇、西北旺镇等北部四镇称海淀后山或山后，发展仍较城区落后许多；东部和南部为海拔50米左右的平原，面积约360平方公里，占总面积的85%左右。最高峰为阳台山妙高峰，海拔1278米；最低处为清河东的黑泉村，海拔35米。

### 土壤和地下水

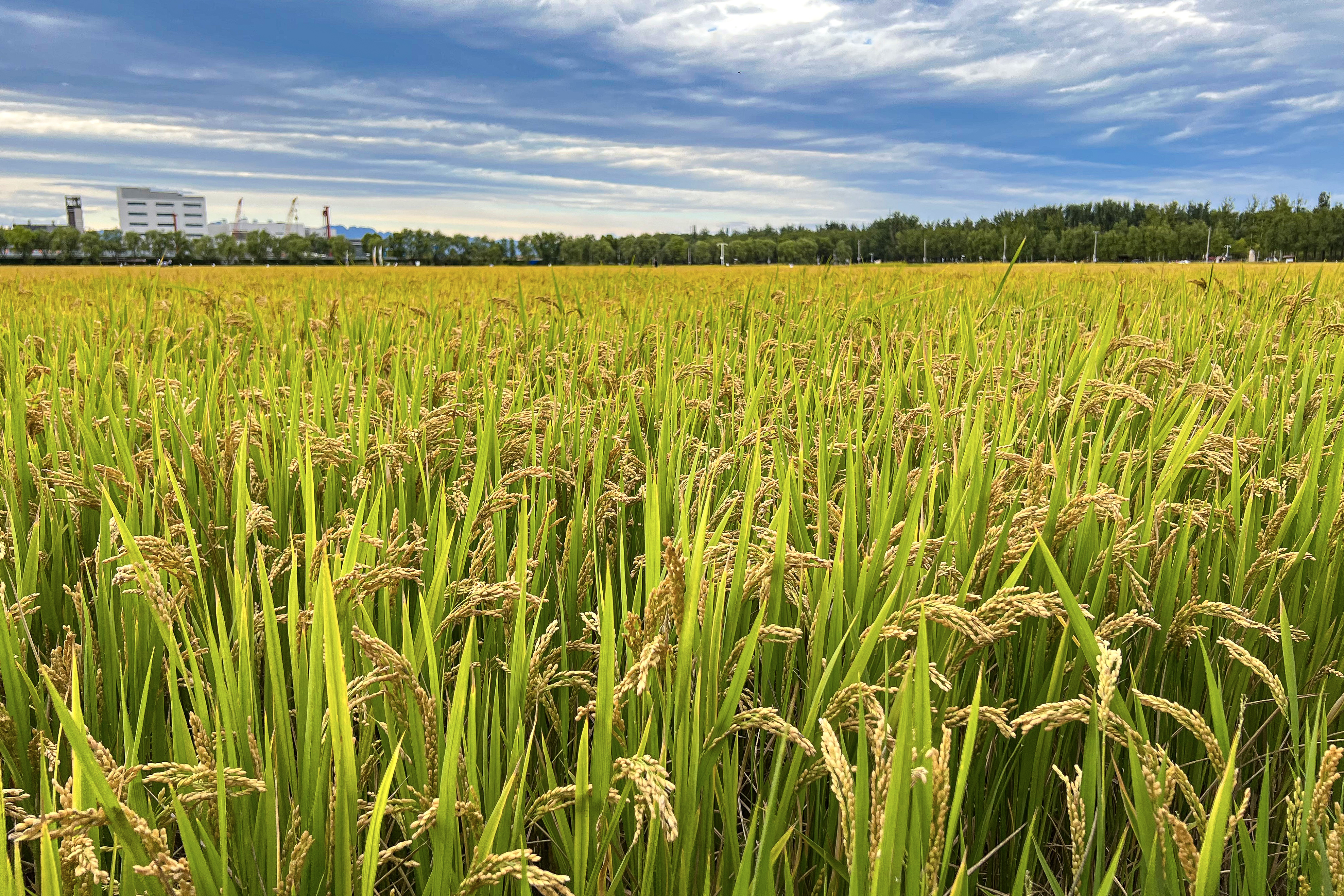
在上庄西马坊村保护性种植的京西稻

海淀区位于古永定河冲积扇，其土壤大部分为褐土类，适合种植。表层沉积物以粘质—轻中壤土为主，夹杂砂层、卵砾石等松散堆积物，孔隙度较高，透水性较强，抗侵蚀能力较弱。又因深层岩性颗粒细，地下水下渗受阻，故形成了地下水溢出带。区域内存在两类主要地下水体：第四纪松散层孔隙水和奥陶纪灰岩溶裂隙水。地下水年波动幅度较小，保障了地表水体（如湖泊、湿地）的持续存在。如万泉庄，即是古清河河道的地下水，受海淀台地顶托上涌。因泉眼众多，遂称“万泉”。

### 水系
海淀水系以玉泉山与万泉庄两大水源为脉络，历经自然演替与人工干预，形成复杂网络。

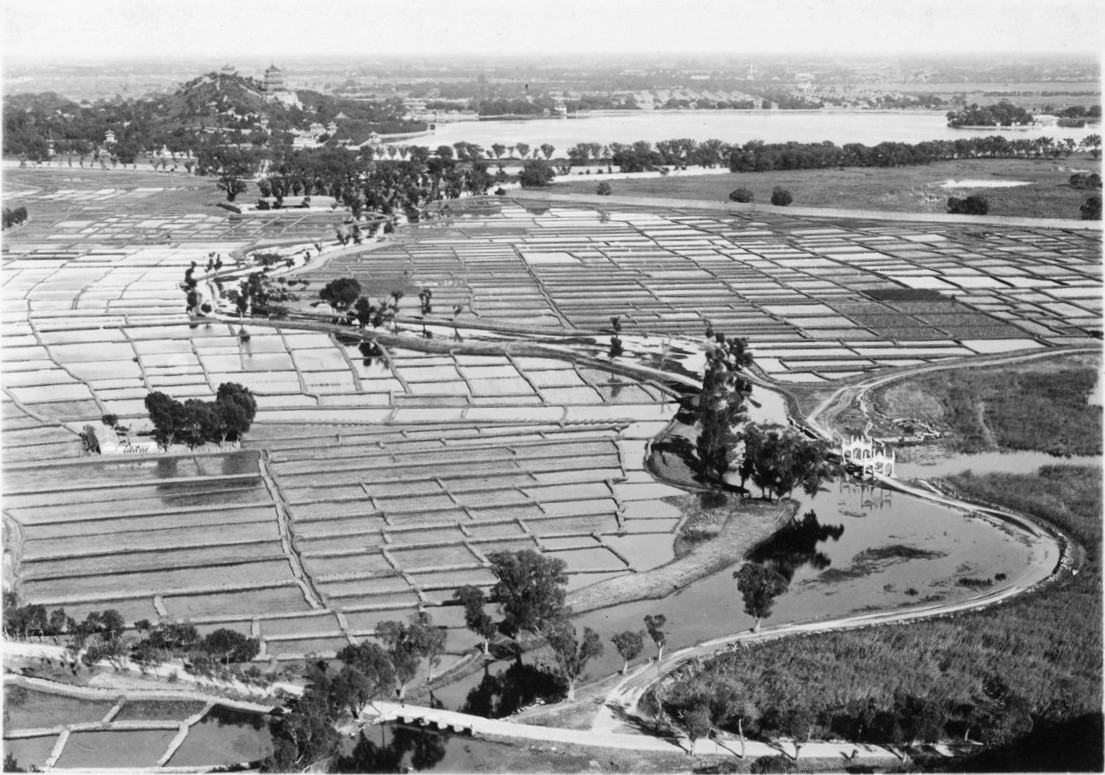
玉泉山俯瞰下的水田，宛若江南（20世纪20年代）

玉泉山水系主源玉泉山诸泉，水量丰沛，经昆明湖调蓄后，分两脉流动。南支古时沿长河注入北京城，成为护城河与三海（中南海、北海）的水源；北支经青龙桥、清河汇入温榆河，历史上曾为漕运要道。元代郭守敬主持开凿通惠河，引玉泉山水济漕，使海淀成为京城水系枢纽。乾隆年间扩建昆明湖，加固堤岸以抬高水位，进一步强化了其对城市供水的调节功能。

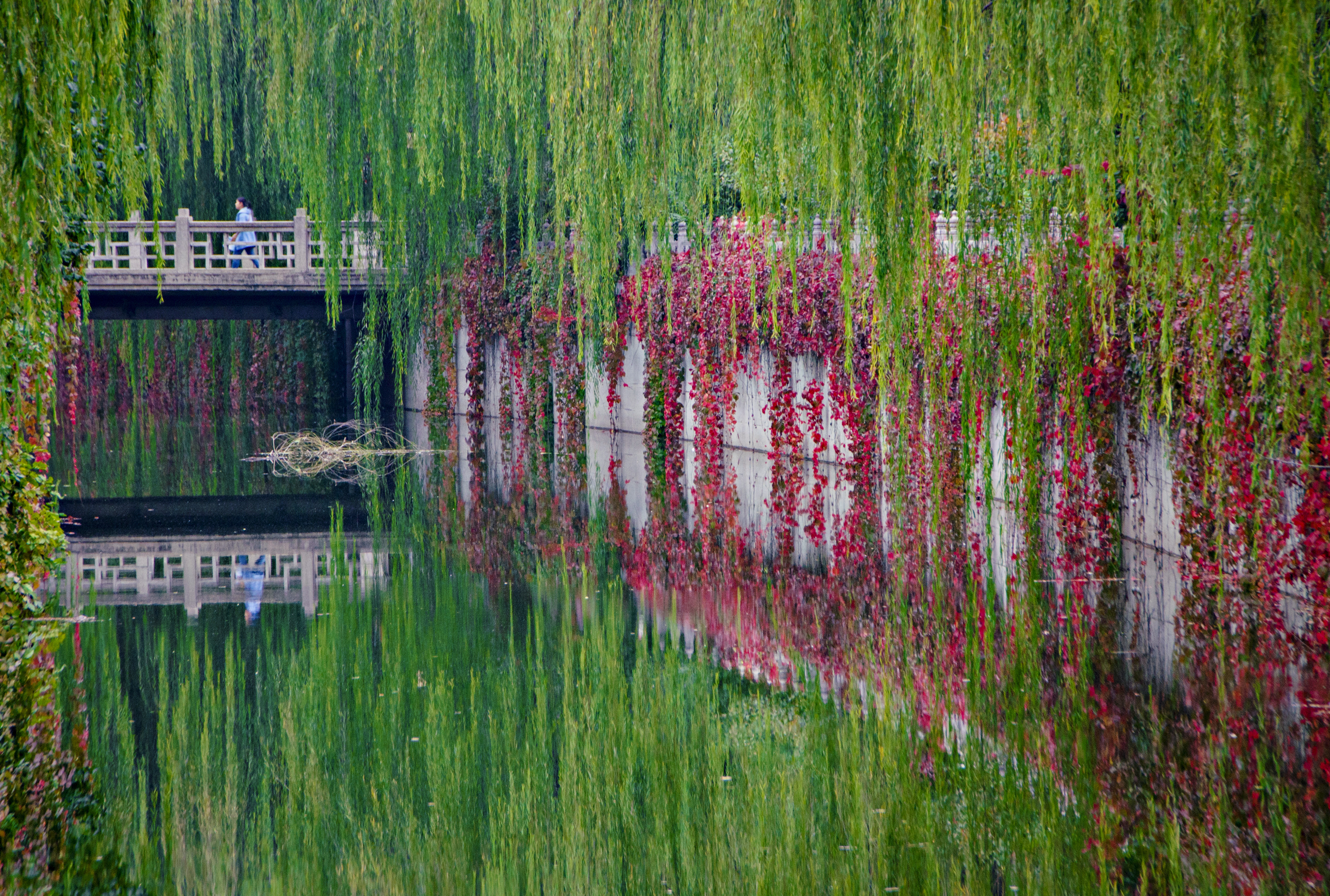
万泉河流经清华大学

万泉庄水系以巴沟村、万泉庄一带泉群为核心，自南向北流经海淀低地，与玉泉山水系交汇。清代泉宗庙遗址一带原有二十八泉，万泉河即从中流淌出。
坐落于永定河古河床的泉水溢出带是海淀水源的重要来源，该溢出带北起黑龙潭，南至丰台水头庄凉水河源头，间有万泉庄、紫竹院湖、玉渊潭、莲花池等湖泊。元明以后，海淀随着京西稻田开垦与水渠疏浚，逐渐形成宛若江南“稻田藕塘相望”的水乡。20世纪50年代的万泉河畔，农人仍赶着北京鸭沿河放养；外地渔民的小舟上，停着几只鱼鹰：“两岸溪田一水通，维舟不断稻花香”的景致还在延续。直至七八十年代，海淀地下水枯竭，万泉河被彻底污染，改造为无生物的硬化水渠。
海淀区共有大小河流10条，总长度119.8公里。主要有高梁河、清河、万泉河、南长河、小月河、南沙河、北沙河（与昌平区交界），以及新中国成立后人工开凿的永定河引水渠和京密引水渠，另有昆明湖、玉渊潭、紫竹院湖、上庄水库等湖泊水面，水域面积辽阔。上述水系虽流量不大，但对城市用水和全区农业灌溉起了重要作用。以“天下第一泉”著称的玉泉山泉水，质纯甘冽，自元以来八百年间一直是北京城给水的主要源泉之一。

### 气候
海淀区气候属于暖温带半湿润季风气候，夏季炎热多雨，冬季寒冷干燥。在上世纪八九十年代，海淀区年均温 11.7℃，一月平均气温 -4.4℃，七月平均气温 25.8℃。年平均降水量为 600 多毫米，多雨季节在夏秋之间。全年无霜期 211 余天。

## 现任领导

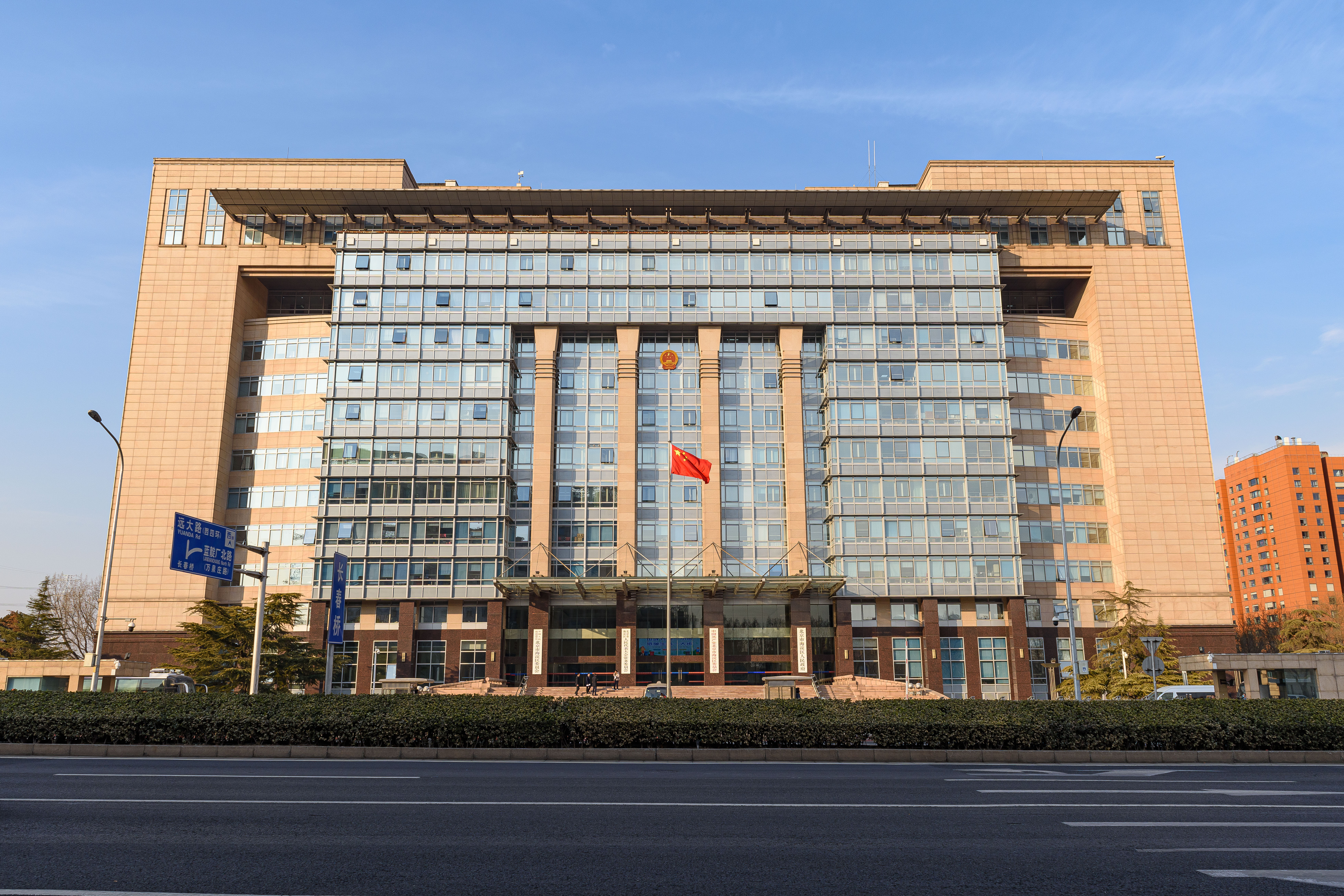
海淀区四大机构驻地，位于长春桥路17号

| 机构     | · 中国共产党 · 北京市海淀区委员会 · 书记 | 北京市海淀区人民代表大会 常务委员会 主任 | 北京市海淀区人民政府 区长 | · 中国人民政治协商会议 · 北京市海淀区委员会 · 主席 |
| -------- | ---------------------------------------- | ---------------------------------------- | ------------------------- | -------------------------------------------------- |
| 姓名     | 张革                                     | 刘长利                                   | 李俊杰                    | 刘勇                                               |
| 民族     | 汉族                                     | 汉族                                     | 汉族                      | 汉族                                               |
| 籍贯     | 北京市                                   | 北京市                                   | 山东省安丘市              | 山东省茌平县                                       |
| 出生日期 | 1967年4月（58歲）                        | 1966年4月（59歲）                        | 1978年8月（46—47歲）      | 1965年9月（59歲）                                  |
| 就任日期 | 2023年9月                                | 2016年12月                               | 2022年6月                 | 2019年1月                                          |

## 行政区划
全区共辖22街道、7镇（镇同时挂地区办事处牌，具备街道职权）
区政府位于长春桥路17号，在海淀街道境内。
- 街道：海淀街道、中关村街道、花园路街道、学院路街道、清华园街道、燕园街道、西三旗街道、清河街道、上地街道、马连洼街道、青龙桥街道、香山街道、田村路街道、永定路街道、万寿路街道、羊坊店街道、甘家口街道、八里庄街道、紫竹院街道、北下关街道、北太平庄街道、曙光街道
- 镇：海淀镇（万柳地区）、东升镇（东升地区）、四季青镇（四季青地区）、西北旺镇（西北旺地区）、温泉镇（温泉地区）、苏家坨镇（苏家坨地区）、上庄镇（上庄地区）[27]

镇加挂地区办事处牌子，合署办公。
| 街道办事处、地区办事处 | 社区、村 |
| ---------------------- | --- |
| 万寿路街道             | 翠微路社区、翠微路21号社区、复兴路20号社区、翠微南里社区、翠微中里社区、翠微北里社区、翠微西里社区、万寿路社区、万寿路28号社区、复兴路22号社区、复兴路61号社区、万寿路8号社区、朱各庄10号社区、万寿路甲15号社区、朱各庄社区、万寿路1号社区、万寿路西街16号社区、复兴路24号社区、复兴路26号社区、复兴路28号社区、今日家园社区、太平路24号社区、太平路22号社区、复兴路32号社区、永定路东里社区、永定路西里社区、五棵松紫金长安社区                                           |
| 永定路街道             | 一街坊社区、三街坊东社区、三街坊西社区、五街坊社区、七街坊社区、九街坊社区、采石路7号社区、复兴路40号社区、复兴路83号社区、太平路27号社区、太平路44号社区、太平路46号社区、铁家坟社区、金沟河社区、金沟河路1号院社区、永金里社区、永定路26号院社区、阜石路第三社区、泽丰苑社区、二街坊社区、四街坊社区、六街坊社区、八街坊社区、新兴年代社区、永定路社区 |
| 羊坊店街道             | 海军机关大院社区、会城门社区、电信局社区、有色设计院社区、新华社皇亭子社区、铁东社区、铁西社区、水科院南院社区、翠微路第二社区、普惠南里社区、永红社区、普惠寺社区、羊坊店社区、吴家场铁路5号院社区、中联部社区、乔建社区、颐源居社区、科技部社区、东风社区、小马厂社区、西木楼社区、茂林居社区、三住宅社区、京西宾馆社区、军事博物馆社区、复兴路23号社区、莲花小区社区、吴家村路十号院社区、玉南路9号社区、沄沄国际社区、空军机关大院社区                                 |
| 甘家口街道             | 阜南社区、白中社区、白堆子社区、新街社区、花园村社区、四道口社区、水科院社区、机械院社区、航天社区、建设部社区、工商大学社区、工运社区、空军总医院社区、中纺社区、西钓社区、进口社区、潘庄社区、甘东社区、阜北社区、海军总医院社区、西三环社区、公安部一所社区、西钓嘉园社区、增光社区 |
| 八里庄街道             | 核二院社区、核情报所社区、三0四医院社区、水文社区、东八里社区、首师大社区、北洼路第三社区、首师大北校园社区、北玲珑巷社区、中海雅园社区、鼎力社区、双紫园社区、八宝庄社区、肿瘤医院社区、中化社区、定慧东里社区、西八里社区、八里庄北里社区、恩济里社区、定慧北里第一社区、定慧北里第二社区、恩济庄社区、永安东里社区、徐庄社区、五路社区、美丽园社区、北京印象社区、世纪新景园社区、裕泽园社区、颐慧佳园社区、定慧西里社区、五福玲珑居社区                                |
| 紫竹院街道             | 魏公村北区社区、魏公村南区社区、韦伯豪社区、法华寺社区、万寿寺社区、紫竹社区、三虎桥社区、北洼路社区、厂洼第一社区、厂洼第二社区、车道沟社区、车道沟南里社区、北京理工大学社区、中央民族大学社区、北京外国语大学社区、中国青年政治学院社区、航天部五院社区、总政社区、万寿山庄社区、兵器工业机关社区、军乐团社区、西苑饭店西区社区、厂洼社区 |
| 北下关街道             | 五塔寺社区、头堆社区、北京动物园社区、钢铁研究总院社区、上园社区、大慧寺社区、大柳树社区、大柳树北社区、中国气象局社区、中关村南大街40号社区、净土寺社区、娘娘庙社区、广通苑社区、北京交通大学社区、中国铁道科学研究院社区、南里社区、皂君西里社区、南里二区社区、农影社区、中监所社区、中国农业科学院社区、国防大学军事文化学院社区、青云南区社区、皂君庙社区、皂君东里社区、中央财经大学社区、大钟寺社区、皂君庙南路社区、卫生部社区、海洋环境预报中心社区、交大嘉园社区 |
| 北太平庄街道           | 太平湖社区、红联村社区、志强南园社区、新外大街23号院社区、红联东村社区、文慧园路社区、志强北园社区、学院南路社区、蓟门里社区、罗庄社区、太月园社区、首都体院社区、索家坟社区、红联北村社区、今典花园社区、学院南路32号社区、邮电大学社区、北太平庄社区、北三环中路40号社区、师范大学社区、冶建院社区、明光村社区、明光北里社区、时代之光社区、政法大院社区、明光村小区社区、文慧园社区、罗庄东里社区、天兆家园社区、锦秋知春社区、金晖远洋社区、师大北路社区               |
| 学院路街道             | 西王庄社区、六道口社区、志新社区、二里庄社区、东王庄社区、学知园社区、地大第二社区、健翔园社区、建清园社区、地大第一社区、北科大社区、石油大院社区、中国农业大学东校区社区、语言大学社区、石科院社区、十五所社区、林业大学社区、静淑苑社区、城建四社区、768厂社区、中国矿业大学（北京）社区、中科院社区、二里庄干休所社区、富润社区、逸成社区、展春园社区、城华清枫社区、学清苑社区、五道口嘉园社区、月清园社区                                                            |
| 中关村街道             | 科源社区、科春社区、黄庄社区、科育社区、科馨社区、科煦社区、科汇社区、软件社区、空间社区、航天社区、东南社区、科星社区、新科祥园社区、西里社区、东里南社区、东里北社区、北里社区、知春里西社区、知春里社区、知春东里社区、白塔庵社区、红民村社区、青云北社区、太阳园社区、航勘社区、华清园社区、豪景佳苑社区、希格玛社区、航天五院社区、熙典华庭社区 |
| 海淀街道               | 海淀路社区、芙蓉里社区、稻香园北社区、稻香园南社区、苏州街路社区、倒座庙社区、合建楼社区、海淀南路北社区、海淀南路南社区、三环社区、友谊社区、三义庙社区、立新社区、小南庄社区、万泉庄南社区、新区社区、稻香园西里社区、万泉庄北社区、紫金庄园社区、八一中学社区、人大附中社区、人民大学社区、人大南社区、飞达社区、苏州桥西社区、航空港社区、光大锋尚园社区、汇新家园社区、新起点怡秀园社区、阳春新纪元社区、万泉新新家园社区、碧水云天社区、康桥蜂鸟园社区               |
| 青龙桥街道             | 骚子营社区、大有庄社区、福缘门社区、圆明园东里社区、颐东苑社区、遗光寺社区、国防大学社区、韩家川大院社区、国际关系学院社区、中央党校社区、林业科学研究院社区、军事科学院社区、309医院社区、中国中医科学院西苑医院社区、颐和园社区、中信所西苑小区社区、030院社区、厢红旗安河桥社区、水磨成府社区、西苑挂甲屯社区 |
| 清华园街道             | 东楼社区、南楼社区、西楼社区、北区社区、中楼社区、西南社区、西北社区、蓝旗营社区、荷清苑社区、双清苑社区 |
| 燕园街道               | 承泽园社区、畅春园社区、蔚秀园社区、校内社区、中关园社区、燕东园社区、燕北园社区 |
| 香山街道               | 香山第一社区、香山第二社区、四王府社区、六号院社区、北炮社区、南植社区 |
| 清河街道               | 清河嘉园社区、四街社区、朱房社区、安宁里社区、火箭军社区、长城润滑油社区、空军装备研究院社区、安宁庄东路28号社区、美和园社区、花园楼社区、毛纺南小区社区、毛纺北小区社区、北毛社区、安宁东路社区、阳光社区、安宁北路社区、西二旗一里社区、安宁庄社区、怡美家园社区、海清园社区、当代城市家园社区、清上园社区、力度家园社区、小营西路32号院社区、领秀硅谷社区、学府树家园第一社区、智学苑社区、领秀新硅谷社区、学府树家园第二社区                                           |
| 花园路街道             | 北航社区、北医社区、塔院干休所社区、邮科社区、塔院社区、志新村二号院社区、防化社区、北极寺大院社区、龙翔路社区、花园东路社区、花园北路乙28号院社区、小关社区、北太平庄路社区、冠城园社区、玉兰园社区、月季园第二社区、北三环中路43号院社区、牤牛桥社区、1201社区、北三环中路69号院社区、北影社区、知春路17号院社区、西单商场社区、金尚嘉园社区、塔院四园社区、牡丹园社区、中央新影社区                                                                                     |
| 西三旗街道             | 永泰园第一社区、清缘里社区、建材西里社区、机械学院联合社区、永泰西里社区、宝盛里社区、建材东里社区、清缘东里社区、悦秀园社区、电科院社区、沁春家园社区、育新花园社区、冶金研究院社区、北新集团社区、9511工厂联合社区、永泰庄社区、清润家园社区、永泰园第二社区、建材城联合社区、小营联合社区、怡清园社区、枫丹丽舍社区、知本时代社区、清景园社区、清缘西里社区、富力桃园社区、永泰东里社区                                                                                 |
| 马连洼街道             | 梅园社区、菊园社区、竹园社区、天秀花园社区、兰园社区、水利社区、百草园社区、农大社区、农科社区、63919部队社区、肖家河社区、百旺家苑社区、天秀古月园社区、农大南路社区、西北旺社区、百旺茉莉园社区、倚山庭苑社区、如缘居社区、芳怡园社区、正黄旗北大社区 |
| 田村路街道             | 西木社区、东营房社区、半壁店第一社区、半壁店第二社区、永达社区、阜石路第一社区、阜石路第四社区、永景园社区、玉海园一里社区、玉海园二里社区、玉海园三里社区、玉海园五里社区、王致和社区、田村社区、山南社区、建西苑社区、玉阜嘉园社区、乐府家园社区、幸福社区、兰德华庭社区、景宜里社区、瑞和园社区、武颐嘉园社区、玉泉北里社区、金玉府北里社区、金玉府南里社区、玉泉嘉园社区                                                                                               |
| 上地街道               | 上地东里第一社区、上地东里第二社区、上地西里社区、东馨园社区、马连洼北路1号院社区、体大颐清园社区、树村社区、紫成嘉园社区、万树园社区、上地科技园社区、上地南路社区、上地八一社区、博雅西园社区 |
| 万柳地区               | 六郎庄社区、功德寺社区、青龙桥村、树村、万柳（集团）股份经济合作社六郎庄生活区 |
| 东升地区               | 八家社区、前屯社区、马坊社区、奥北社区、文龙社区、龙岗社区、观林园社区、龙樾社区、文晟社区、马坊村、清河村、小营股份经济合作社生活区 |
| 曙光街道               | 曙光花园社区、世纪城东区社区、世纪城西区社区、农科院社区、武警总部蓝靛厂小区社区、火器营第三社区、上河村社区、空军指挥学院社区、怡丽北园社区、诚品建筑社区、世纪城晴雪园社区、世纪城时雨园社区、烟树园社区、望塔园社区、远大园社区、晨月园社区、金雅园社区 |
| 温泉地区               | 温泉社区、白家疃社区、航材院社区、三0四所社区、西颐社区、颐阳一区社区、颐阳二区社区、杨庄社区、辰尚社区、凯盛家园社区、温泉水岸家园社区、环保园社区、创客社区、温泉村、白家疃村、高里掌村、辛庄村、杨家庄村、太舟坞村、东埠头村 |
| 四季青地区             | 门头村社区、巨山家园社区、常青园社区、天香颐北里社区、西郊机场社区、郦城社区、闵航南里社区、宝山社区、玉泉社区、西山社区、西冉社区、振兴社区、田村村、宝山村、振兴村、西冉村、西山村、双新村、玉泉村、门头村、巨山村、香山村、通达村民事务综合服务中心生活区、常青村民事务综合服务中心生活区 |
| 西北旺地区             | 六里屯社区、亮甲店社区、屯佃社区、大牛坊社区、小辛店社区、友谊嘉园社区、西六里屯社区、航天城社区、西山林语社区、冷泉社区、韩家川社区、唐家岭社区、土井社区、航天城五院社区、燕保辛店家园社区、青棠湾社区、天阅西山社区、西北旺村、韩家川村、冷泉村、亮甲店村、屯佃村、永丰屯村、皇后店村、西玉河村、唐家岭村、土井村、东北旺村、六里屯村、大牛坊村、东玉河村、小牛坊村 |
| 苏家坨地区             | 北分瑞利社区、北安河社区、聂各庄社区、稻香湖社区、前沙涧社区、同泽园东里社区、同泽园西里社区、安河家园东区社区、安河家园西区社区、苏三四村、西小营村、柳林村、后沙涧村、草厂村、西埠头村、七王坟村、梁家园村、台头村、聂各庄村、三星庄村、苏一二村、北庄子村、前沙涧村、南安河村、徐各庄村、周家巷村、北安河村、车耳营村 |
| 上庄地区               | 上庄家园社区、馨瑞家园社区、三嘉信苑社区、翠北嘉园社区、馨悦家园社区、馨怡嘉园社区、东马坊村、上庄村、前章村、白水洼村、西马坊村、常乐村、东小营村、罗家坟村、皂甲屯村、李家坟村、南玉河村、北玉河村、永泰庄村、梅所屯村、双塔村、西闸村、河北村、八家村、后章村、西辛力屯村 |

## 重要机关

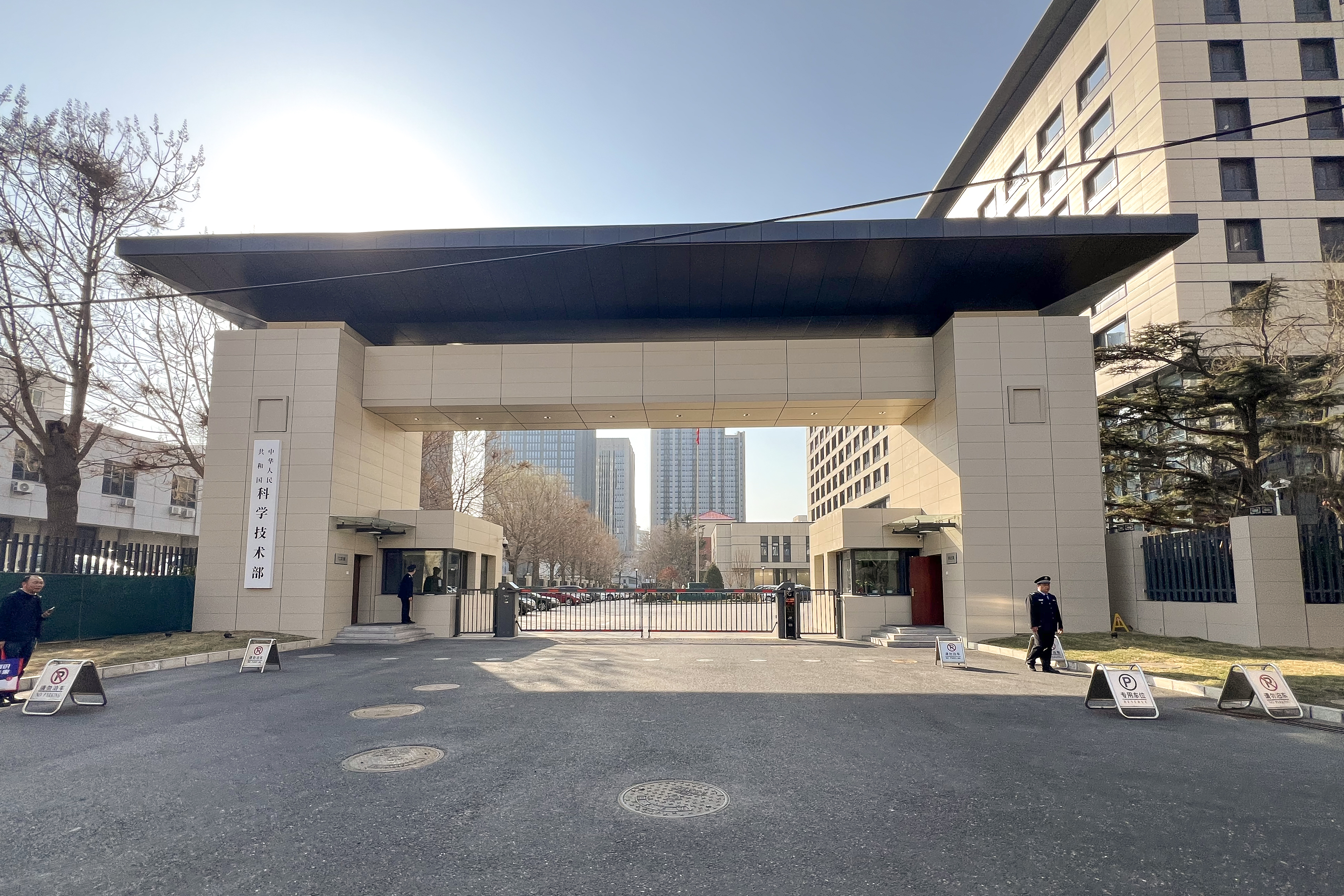
中华人民共和国科学技术部

中华人民共和国中央军委、中央党校、科技部、住建部、工信部（万寿路机关，原电子工业部）、国铁集团、中央广播电视总台总部、北京局、武警总部、军事科学院等重要机关总部均位于海淀区。

## 经济

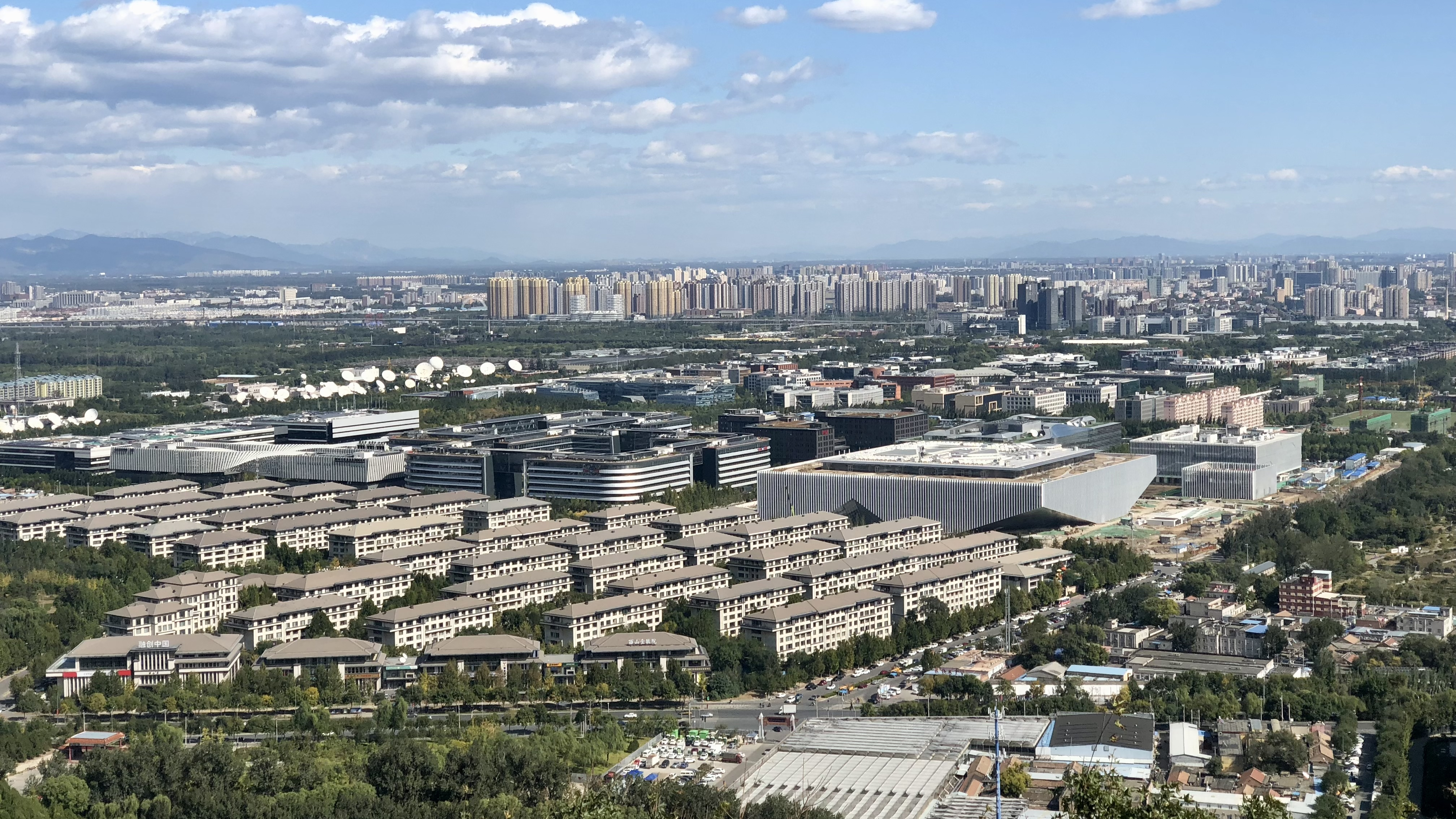
位于马连洼街道的中关村软件园二期现有新浪、百度、腾讯、网易等多家知名互联网企业入驻

海淀区2022年地区生产总值达到人民币10206.9亿元，占全北京市经济总量比重达24.5%，成为继上海市浦东新区（2018年地区生产总值10460.09亿元）以后中华人民共和国第二个经济总量跨越万亿元的市辖区。2024年，海淀区地区生产总值（GDP）达到12907.1亿元，三次产业构成为0.01:7.50:92.49，人均可支配收入105701元，信息传输、软件和信息技术服务业投资增长52.7%，房地产开发投资下降31.5%，社会消费品零售总额1557.9亿元，进出口总额达463.5亿美元。

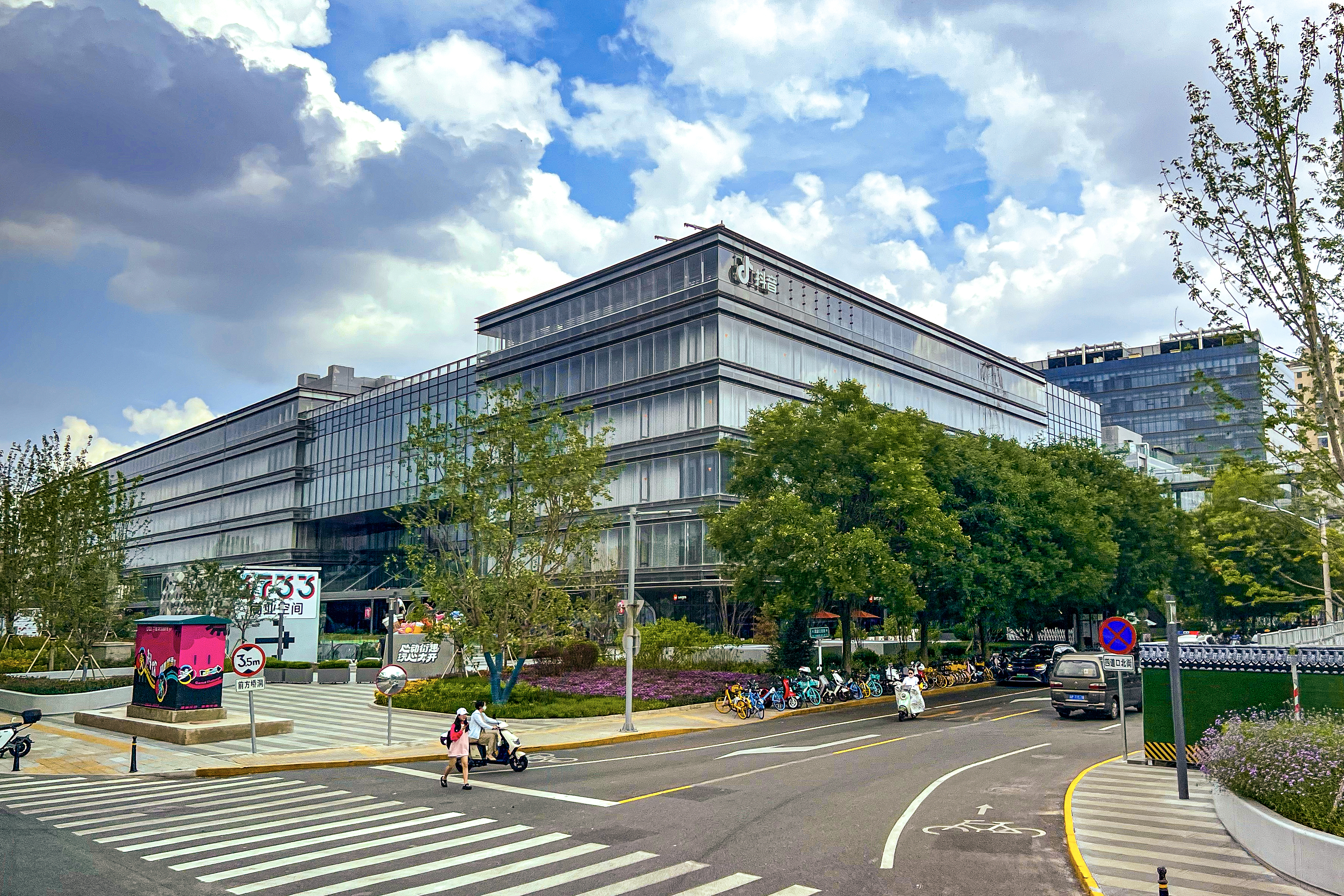
字节跳动位于本区北三环西路甲18号的总部

多家著名企业均落脚于海淀区。海淀区是中国互联网公司的发源地之一，被称为时代杂志誉为「中国硅谷」。海淀北部中关村软件园及其周边（马连洼、上地一带）入驻有百度、联想、腾讯（北京）、新浪、快手、科大讯飞等总部，小米集團则将总部设于与上地信息产业基地相隔不远的华润五彩城。海淀中南部则有字节跳动（抖音）总部。海淀区同时还有搜狗、搜狐、360、知乎、优酷等互联网企业总部。另外，海淀区同时拥有多家跨国企业机构的区域总部、办事处和研发中心，如微软、英特尔、英伟达、IBM、AMD、苹果、谷歌、台积电、华为、阿里巴巴、三星、德州仪器、索尼、REDHAT、博通、DOCOMO、新思、ANSYS等。海淀区同时也驻扎了许多新兴企业的总部或办公处，如DeepSeek、Kimi、Snapchat、蔚来、旷视科技、地平线机器人、寒武纪科技等。海淀区还有其它类型的企业，金融办公处有汇丰、中金、君联、中信证券等，还有中钢集团总部、国药集团总部、中国邮政航空总部、安检设备巨头同方威视总部、私人教育新东方总部、超市零售巨头物美总部等。

## 教育

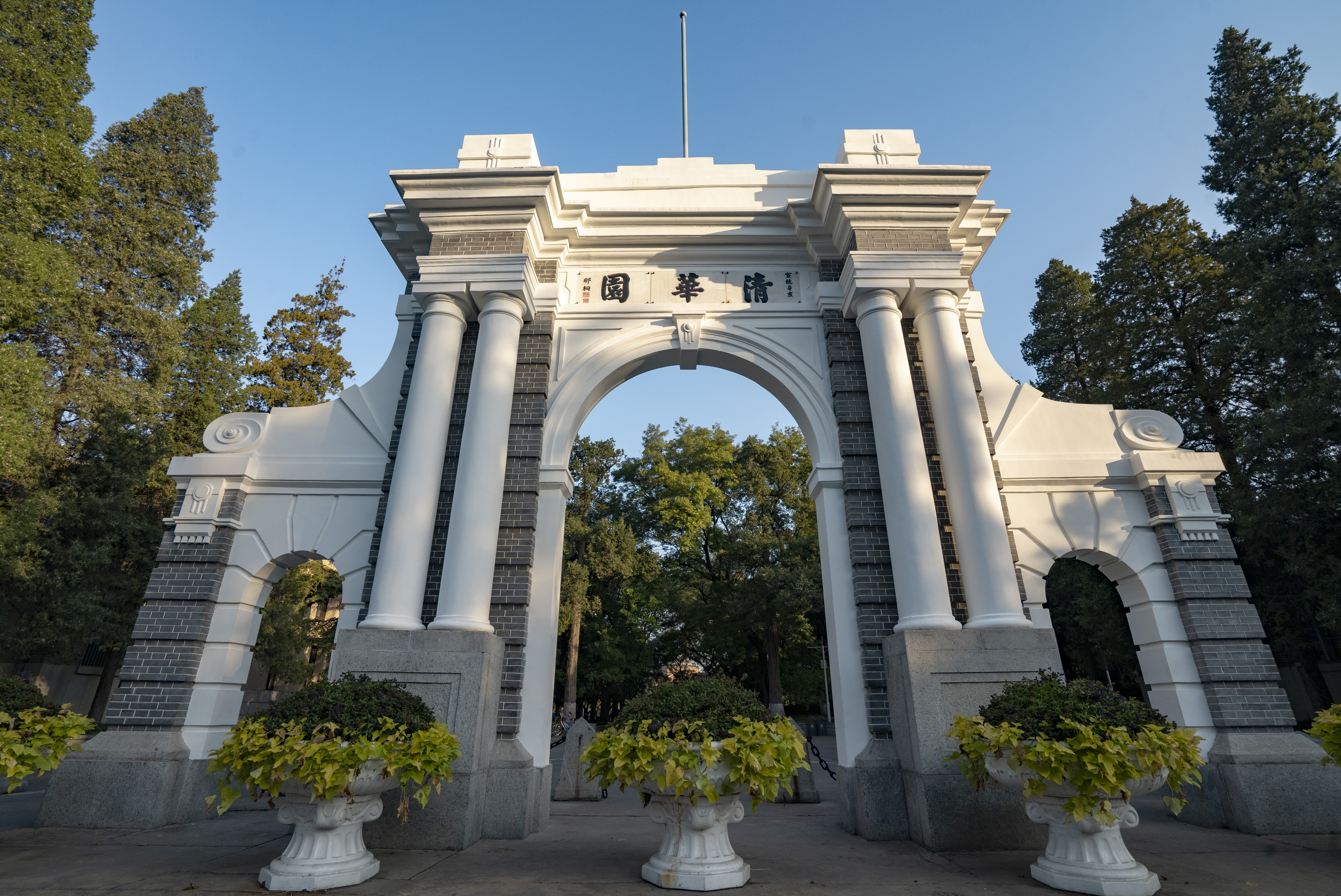
清华大学二校门

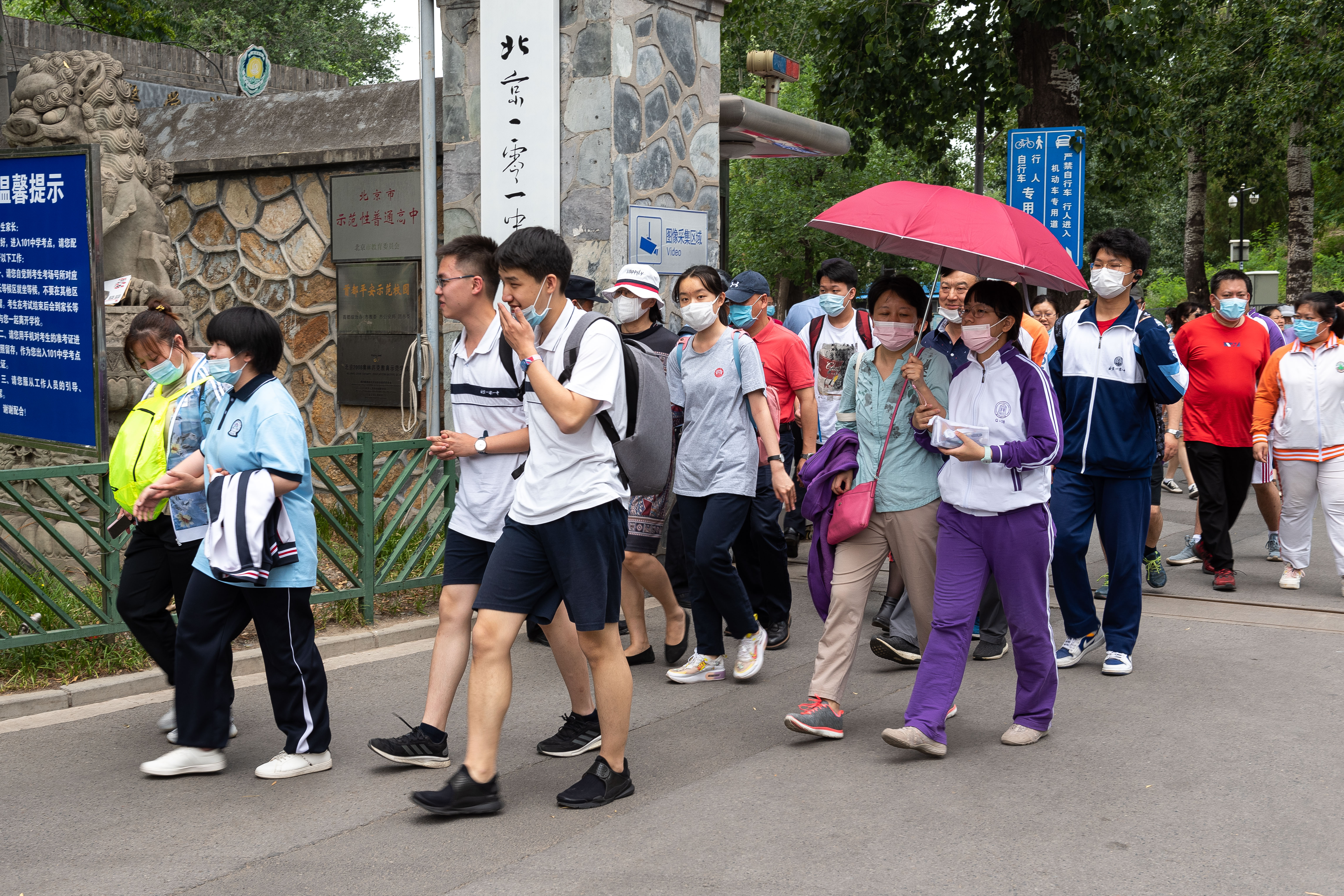
2021年高考后，来自海淀多个学校的考生走出一零一中学考场

海淀區教育資源豐富、品質高，有「中國教育看北京，北京教育看海淀」的說法。且因海淀黄庄周边有多所名校，一度成为教培机构聚集地，包括谷爱凌等青年曾在此接受培训，有“疯狂的黄庄”之称，衍生出“海淀教育看黄庄”的说法。但双减政策2021年7月出台后，学科类培训机构逐渐式微。
截至2024年，海淀区全域共有普通中学90所，小学91所，幼儿园220所，中等职业学校7所。中小学幼儿园共有专任教师3.3万人，其中35岁以下教师占比43.5%，具有高级职称教师占比19.1%，普通高中内研究生学历教师占比58.2%。
海淀区高校云集，其中主校區在海淀的共有30所，其中8所985大学、18所211大学：
| 学校名称                                   | 校址                                                          | 建校时间 | 所属部门   | 学位层次 | 备注 |
| ------------------------------------------ | ------------------------------------------------------------- | -------- | ---------- | -------- | --- |
| 北京大学                                   | 海淀区颐和园路5号                                             | 1898年   | 教育部     | 博士     | 985工程 211工程 5个分校区： 医学部校区、深圳校区、昌平校区、大兴校区、无锡校區                            |
| 清华大学                                   | 海淀区清华园1号                                               | 1911年   | 教育部     | 博士     | 985工程 211工程 1个分校区（清华深研院）                                                                   |
| 北京理工大学                               | 海淀区中关村南大街5号                                         | 1940年   | 工信部     | 博士     | 985工程 211工程 2个分校区（良乡校区、怀来校区） 1个分校（房山分校、秦皇岛分校） 1个实验区（西山实验校区） |
| 北京航空航天大学                           | 海淀区学院路37号                                              | 1952年   | 工信部     | 博士     | 985工程 211工程 1个分校区（沙河校区）                                                                     |
| 北京师范大学                               | 海淀区新街口外大街19号                                        | 1902年   | 教育部     | 博士     | 985工程 211工程                                                                                           |
| 中国人民大学                               | 海淀区中关村大街59号                                          | 1937年   | 教育部     | 博士     | 985工程 211工程 1个分校区（通州校区）                                                                     |
| 中国农业大学                               | 海淀区清华东路17号（东校区） 海淀区圆明园西路2号（西校区）    | 1905年   | 教育部     | 博士     | 985工程 211工程 1个分校（烟台研究院）                                                                     |
| 中央民族大学                               | 海淀区中关村南大街27号                                        | 1941年   | 国家民委   | 博士     | 985工程 211工程                                                                                           |
| 北京交通大学                               | 海淀区上园村3号                                               | 1896年   | 教育部     | 博士     | 211工程                                                                                                   |
| 中国政法大学                               | 海淀区西土城路25号 （海淀校区） 昌平区府学路27号 （昌平校区） | 1952年   | 教育部     | 博士     | 211工程                                                                                                   |
| 北京林业大学                               | 海淀区清华东路35号                                            | 1952年   | 教育部     | 博士     | 211工程 1个分校区（鹫峰校区）                                                                             |
| 中国矿业大学（北京）                       | 海淀区学院路丁11号                                            | 1909年   | 教育部     | 博士     | 211工程 1个分校区（沙河校区） 主注册地位于徐州                                                            |
| 北京科技大学                               | 海淀区学院路30号                                              | 1952年   | 教育部     | 博士     | 211工程 1个分校区（管庄校区） 1个分校（延庆分校）                                                         |
| 中国地质大学（北京）                       | 海淀区学院路29号                                              | 1987年   | 教育部     | 博士     | 211工程 主注册地位于武汉                                                                                  |
| 北京邮电大学                               | 海淀区西土城路10号                                            | 1955年   | 教育部     | 博士     | 211工程 4个分校区（沙河校区、宏福校区、小西天校区、海南校区）                                             |
| 北京外国语大学                             | 海淀区西三环北路2号                                           | 1941年   | 教育部     | 博士     | 211工程                                                                                                   |
| 中央财经大学                               | 海淀区学院南路39号                                            | 1949年   | 教育部     | 博士     | 211工程 1个分校区（沙河校区）                                                                             |
| 北京体育大学                               | 海淀区信息路48号                                              | 1953年   | 体育总局   | 博士     | 211工程                                                                                                   |
| 北京语言大学                               | 海淀区学院路15号                                              | 1962年   | 教育部     | 博士     | |
| 首都师范大学                               | 海淀区西三环北路105号                                         | 1954年   | 北京市     | 博士     | 雙一流 1个分校区（良乡校区）                                                                              |
| 北京电影学院                               | 海淀区西土城路4号                                             | 1950年   | 北京市     | 博士     | 1个分校区（怀柔校区）                                                                                     |
| 国际关系学院                               | 海淀区坡上村12号                                              | 1949年   | 教育部     | 硕士     | |
| 中国劳动关系学院                           | 海淀区增光路45号                                              | 1949年   | 全国总工会 | 碩士     | |
| 中国青年政治学院（现为中国社会科学院大学） | 海淀区西三环北路25号                                          | 1985年   | 团中央     | 硕士     | |
| 北京联合大学                               | 海淀区北四环东路97号                                          | 1985年   | 北京市     | 硕士     | 12个分校区                                                                                                |
| 北京工商大学                               | 海淀区阜成路11号、33号                                        | 1950年   | 北京市     | 硕士     | 2个分校区（良乡校区、白云路校区）                                                                         |
| 北京信息科技大学                           | 海淀区小营东路12号                                            | 1937年   | 北京市     | 硕士     | |
| 首都体育学院                               | 海淀区北三环西路11号                                          | 1956年   | 北京市     | 硕士     | |
| 北京舞蹈学院                               | 海淀区万寿寺路1号                                             | 1954年   | 北京市     | 硕士     | |
| 北京城市学院                               | 海淀区北四环中路269号                                         | 1984年   | 市教委     | 硕士     | 民办 |

| 学校名称     | 校址                 | 建校时间 | 主管部门       | 学位层次 | 军事编制   | 备注      |
| ------------ | -------------------- | -------- | -------------- | -------- | ---------- | --------- |
| 国防大学     | 海淀区红山口甲3号    | 1927年   | 中央军委       | 博士     | 正大军区级 | 1个分校区 |
| 空军指挥学院 | 海淀区北四环西路88号 | 1958年   | 空军           | 博士     | 正军级     |           |
| 解放军医学院 | 海淀区复兴路28号     | 1953年   | 军委后勤保障部 | 博士     | 正师级     | 成人高校  |

## 旅游和生活

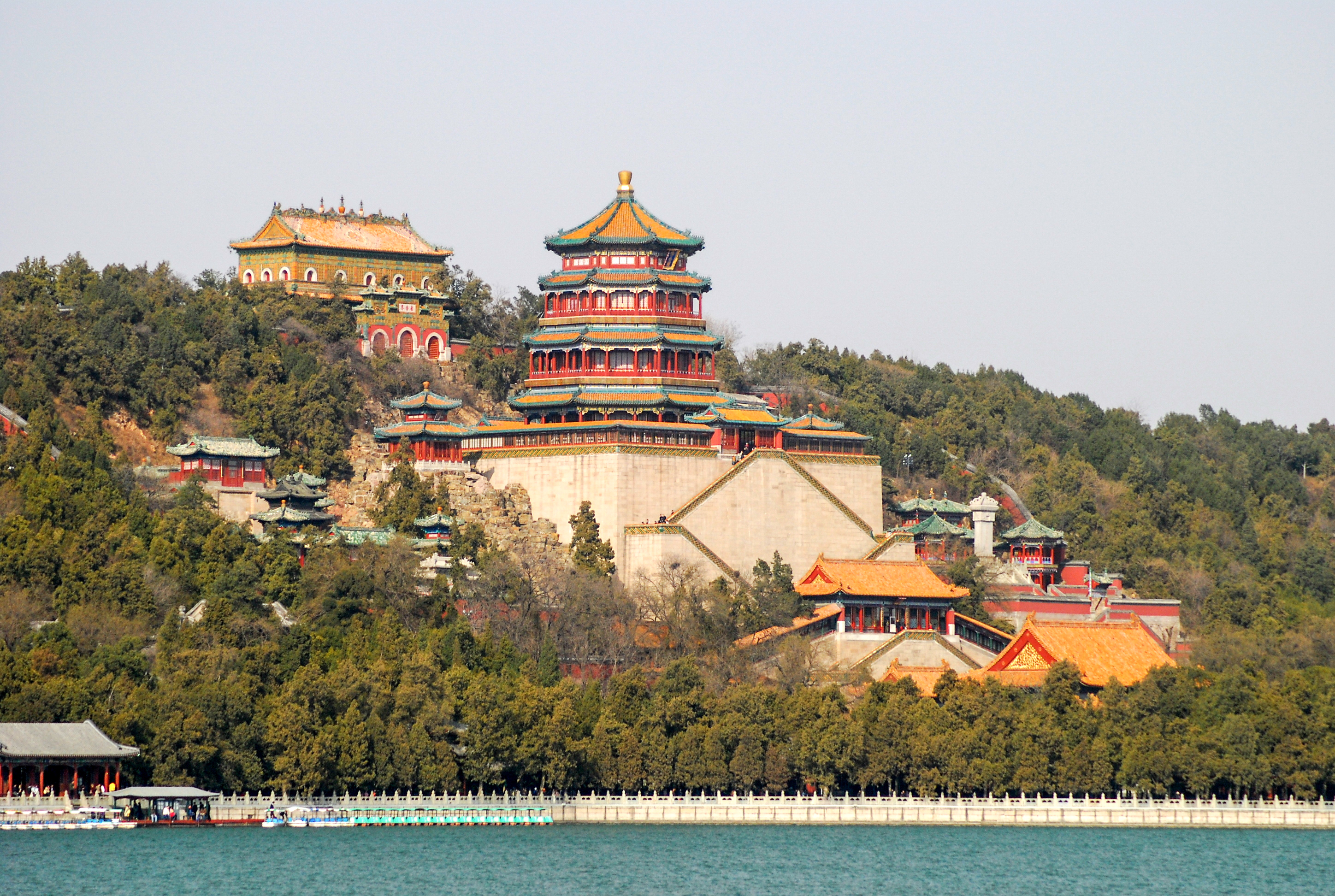
颐和园万寿山佛香阁

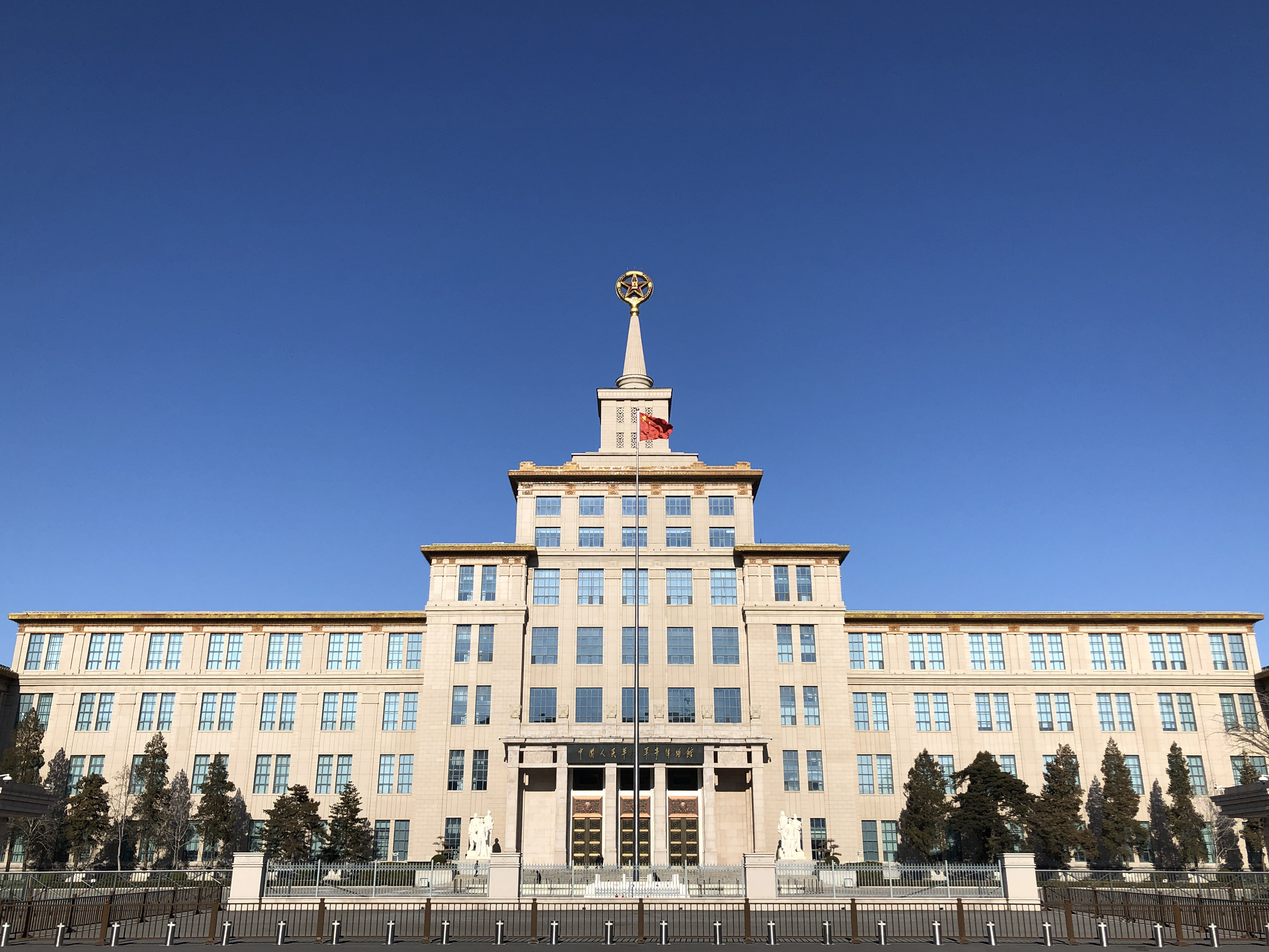
中国人民革命军事博物馆

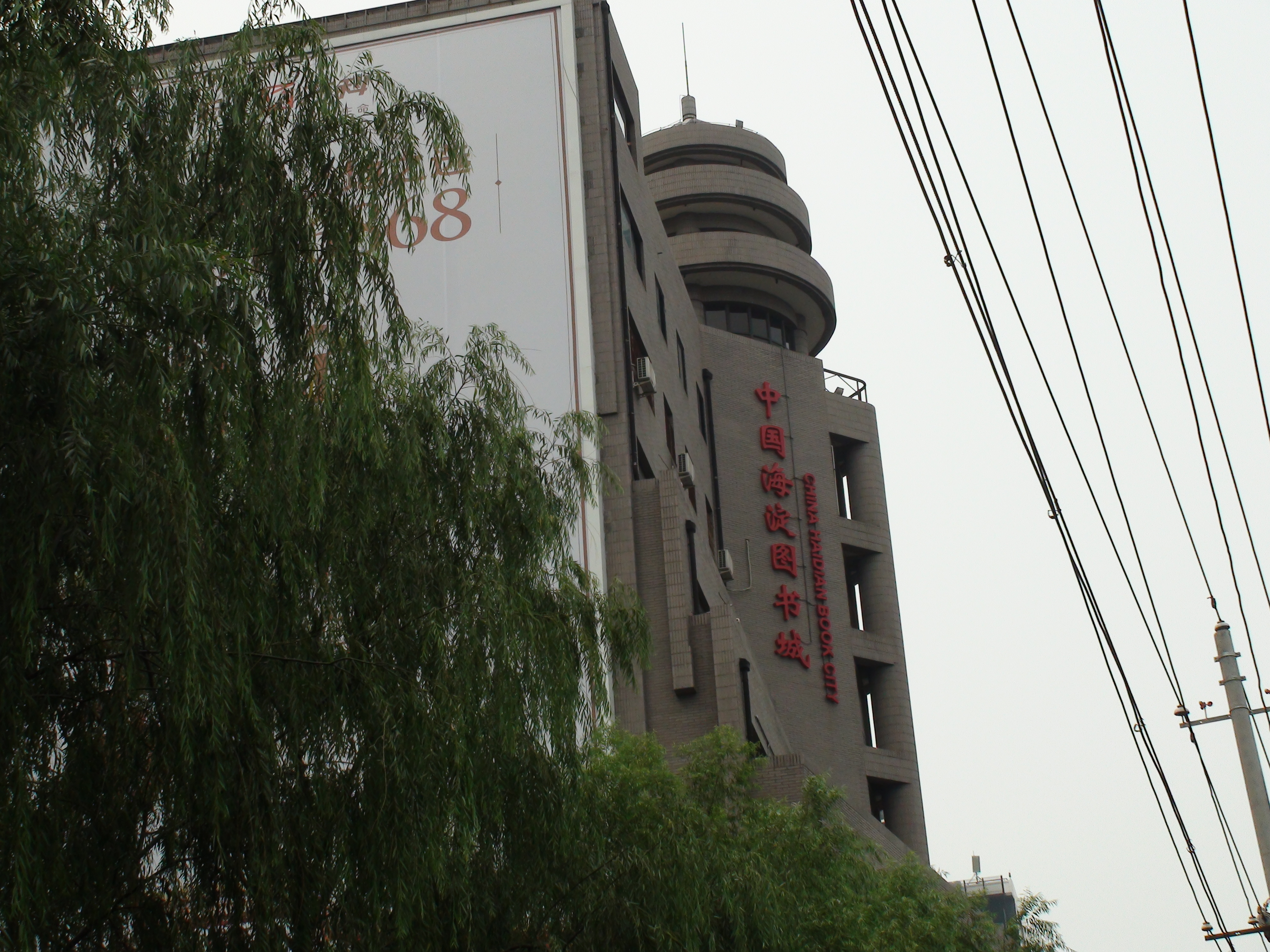
中国海淀图书城（现为中关村创业大街）

海淀区自古山水秀丽，汇聚了许多京西最著名的风景名胜。漫步颐和园 ( 国家5A级旅游景区 ) ，昆明湖碧波荡漾，佛香阁巍峨矗立；毗邻的圆明园遗址公园 ( 国家5A级旅游景区)，断壁残垣间诉说着近代史的沧桑。春日，北京植物园 ( 国家4A级旅游景区 )的花朵竞相绽放，秋时，香山公园 ( 国家4A级旅游景区 )的红叶染透山峦。登临中央广播电视塔 ( 国家4A级旅游景区 ) ，北京城区的壮阔尽收眼底；泛舟玉渊潭公园 ( 国家4A级旅游景区 )，樱花纷飞时恍若幻境。紫竹院公园 ( 国家4A级旅游景区 )的翠竹幽径与江南亭台相映成趣，而凤凰岭自然风景区 ( 国家4A级旅游景区 )的奇峰怪石、清泉古刹，则辟出一方远离喧嚣的桃源。
海淀区还拥有多样化的博物馆体系，涵盖多个领域，有如中国人民革命军事博物馆、北京大学赛克勒考古与艺术博物馆、北京艺术博物馆、国家典籍博物馆、中国民族博物馆、中国化工博物馆、北京石刻艺术博物馆、海淀博物馆、中国电信博物馆等。
海淀区医疗发达，有11家三甲医院，包括中国人民解放军总医院（原301医院）、北京大学第三医院（海淀北部另有新建院区）、北京大学肿瘤医院、北京大学口腔医院、北京大学第六医院、解放军总医院第六医学中心（原海军总医院）、北京世纪坛医院、解放军总医院第八医学中心（原309医院）、空军特色医学中心（原空军总医院，区内另有北院区即原466医院）、解放军总医院第四医学中心（原304医院）、中国中医科学院西苑医院。

## 交通

### 路网
北京三环、四环、五环、六环的西北部分均穿过海淀区。主干道路有学院路、成府路、双清路、月泉路、清华东路、清华西路、颐和园路、中关村大街、中关村东路、万泉河路、苏州街、长春桥路、玉泉路、万泉庄路、巴沟路、昆明湖路、香山路、闵庄路、紫竹院路、蓝靛厂路、魏公村路、学院南路、万寿路、知春路、皂君庙路、圆明园西路、农大南路、信息路、毛纺路、清河中街、马连洼北路、后厂村路、永丰路、邓庄南路、黑龙潭路、黑山扈路、天秀路、北清路等。

### 国铁
- 清河站（京包客运专线、北京市郊铁路怀柔－密云线）

### 轨道交通
北京地铁在海淀区有12条地铁线路、1条有轨电车线路交错，形成复杂网络。
- 1号线 在海淀设站：五棵松、万寿路、公主坟、军事博物馆。
- 4号线 在海淀设站：安河桥北、北宫门、西苑、圆明园、北京大学东门、中关村、海淀黄庄、人民大学、魏公村、国家图书馆。
- 6号线 在海淀设站：廖公庄、田村、海淀五路居、慈寿寺、花园桥、白石桥南、二里沟。
- 8号线 在海淀设站：育新、西小口、永泰庄。
- 9号线 在海淀设站：国家图书馆、白石桥南、白堆子、军事博物馆。
- 10号线 在海淀设站：莲花桥、公主坟、西钓鱼台、慈寿寺、车道沟、长春桥、火器营、巴沟、苏州街、海淀黄庄、知春里、知春路、西土城、牡丹园、健德门。
- 12号线 在海淀设站：四季青桥、蓝靛厂、长春桥、苏州桥、人民大学、蓟门桥、北太平庄。
- 13号线 在海淀设站：大钟寺、知春路、五道口、上地、清河站、西二旗。
- 15号线 在海淀设站：清华东路西口、六道口、北沙滩。
- 16号线 在海淀设站：北安河、温阳路、稻香湖路、屯佃、永丰、永丰南、西北旺、马连洼、农大南路、西苑、万泉河桥、苏州街、苏州桥、万寿寺、国家图书馆、二里沟、甘家口、玉渊潭东门、木樨地。
- 19号线 在海淀设站：牡丹园、北太平庄。
- 昌平线 在海淀设站：西二旗、清河站、朱房北、清河小营桥、学知园、六道口、学院桥、西土城、蓟门桥。
- 西郊线 为北京公交集团开设的有轨电车线路，在海淀设站：香山、国家植物园、万安、茶棚、颐和园西门、巴沟。
- 3号线 涉海淀区段仍在规划。

### 航空
- 西郊机场（目前为军用机场，没有民航航班）
- 北京海淀机场 （通用机场，没有民航航班）[37]

## 宗教
海淀是北京市宗教工作重点区，五大宗教齐全，依法登记的活动场所共27处。道教桃源观，汉传佛教龙泉寺等，均在凤凰岭风景区内。香山有藏传佛教昭庙、汉传佛教碧云寺。寿安山有卧佛寺，阳台山有大觉寺。另有新教海淀堂在图书城步行街附近。天主教活动场所共有后八家圣弥额尔教堂、正福寺教堂、白家疃天主堂、西北旺天主堂、西三旗天主堂。亦有清真古寺，位于中关村西区。海淀历史上宗教昌盛，百年来随着信仰改变和城市化，大量庙宇被拆改。

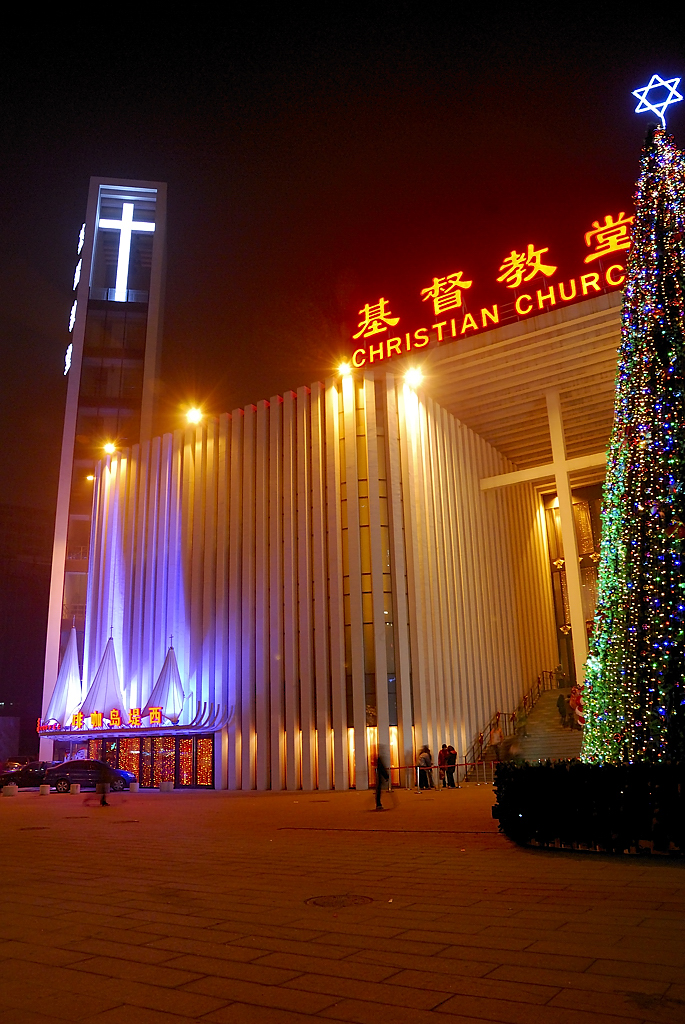
海淀基督新教教堂（2007年圣诞节）
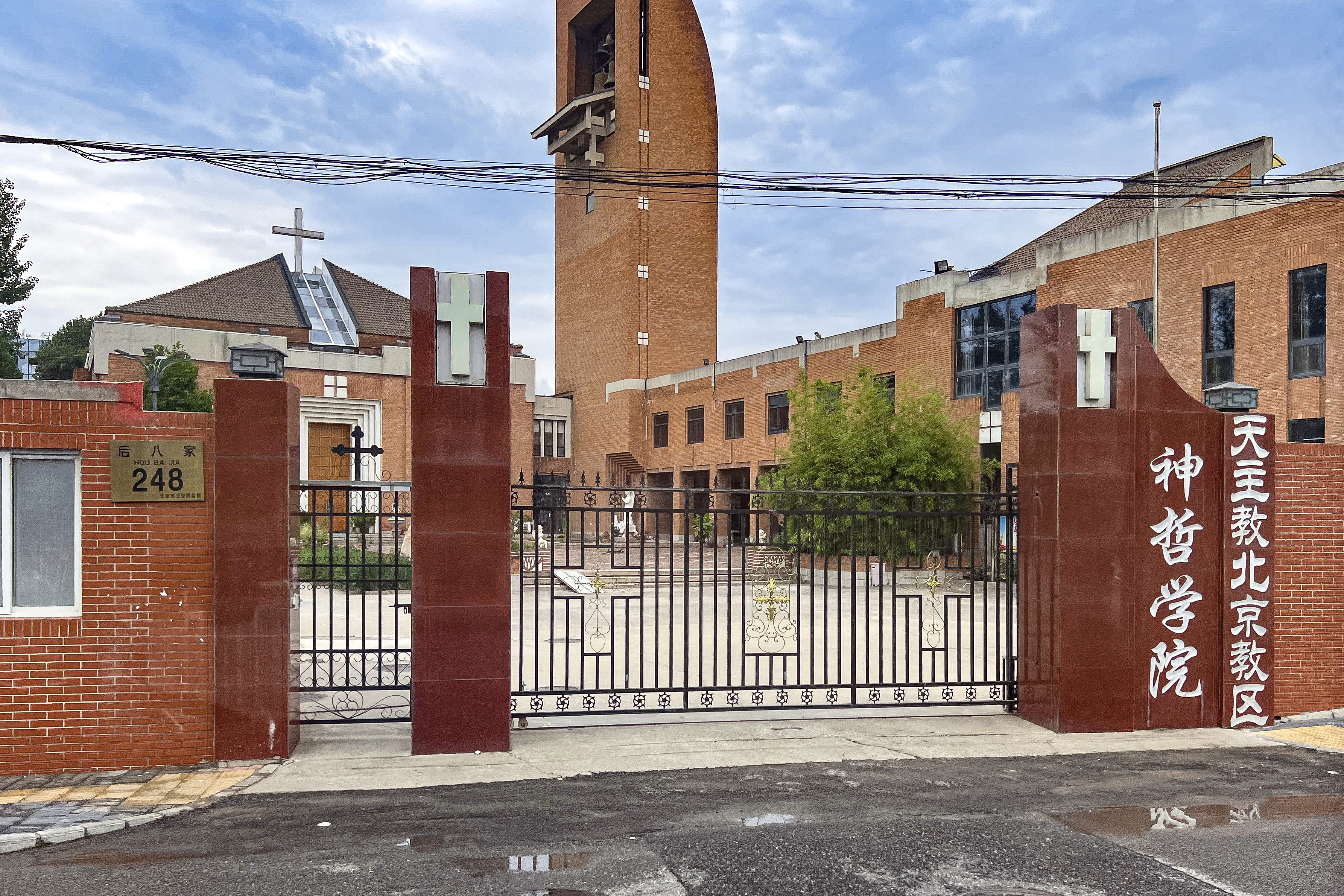
北京天主教神哲学院
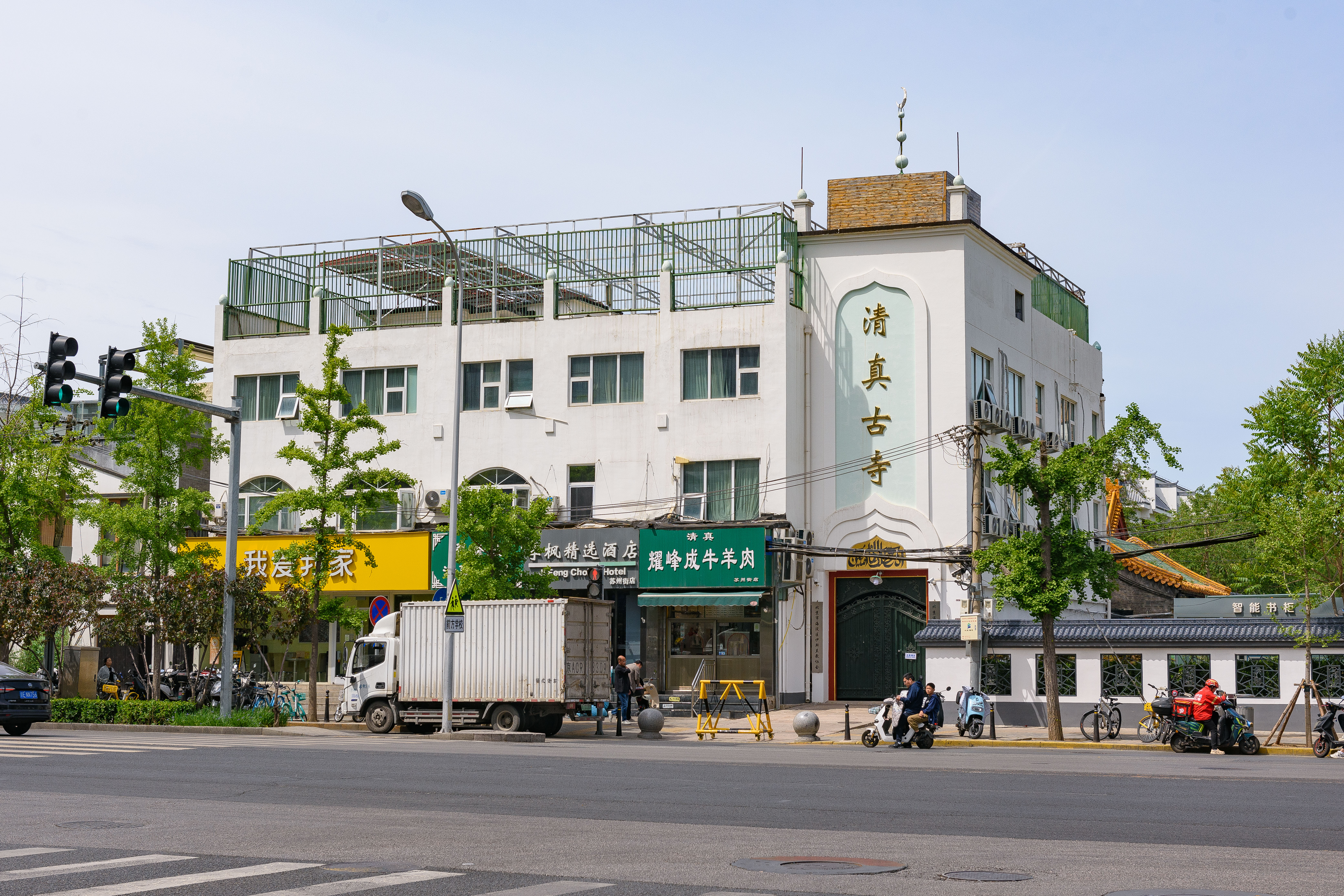
海淀清真寺
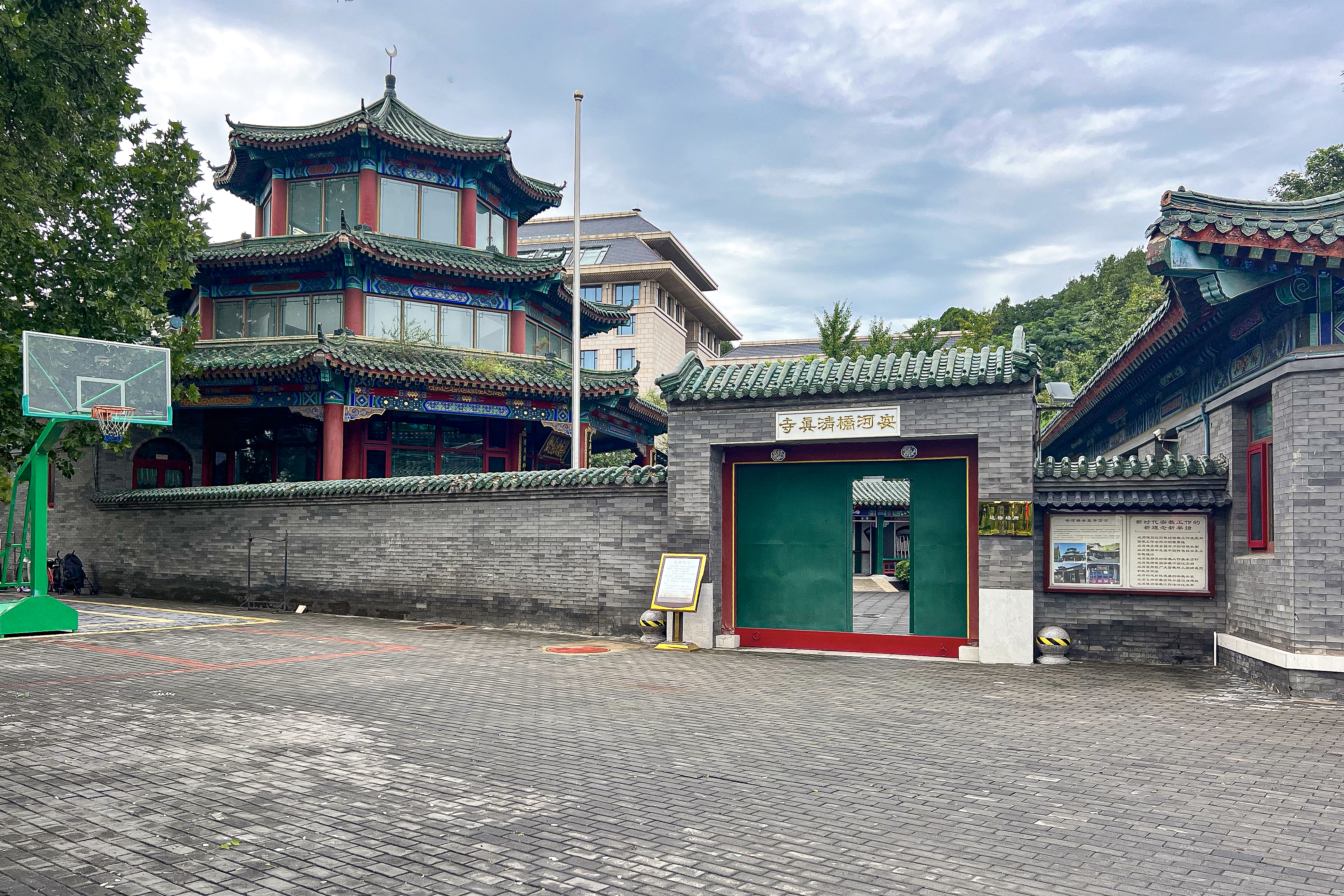
安河桥清真寺
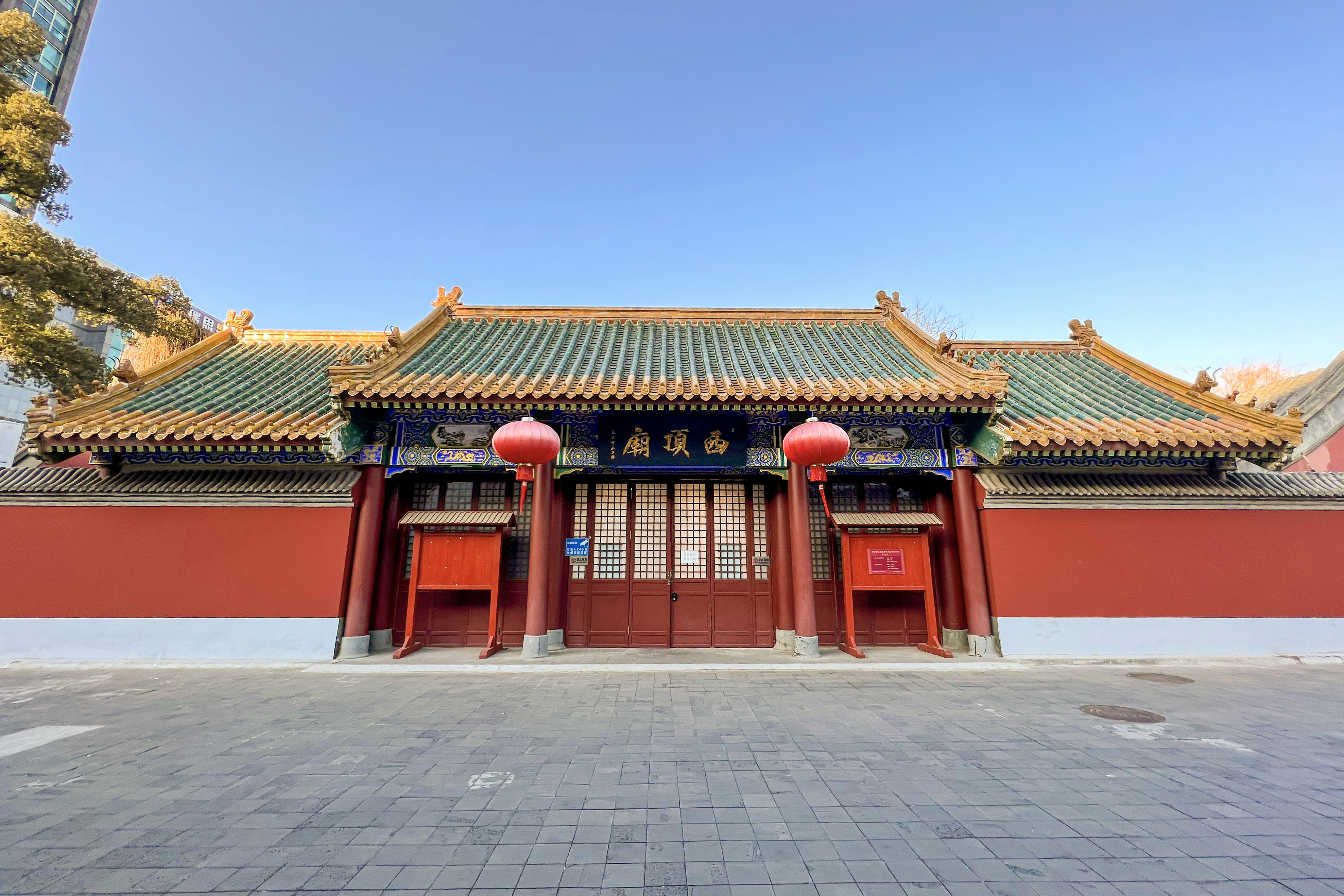
道教广仁宫
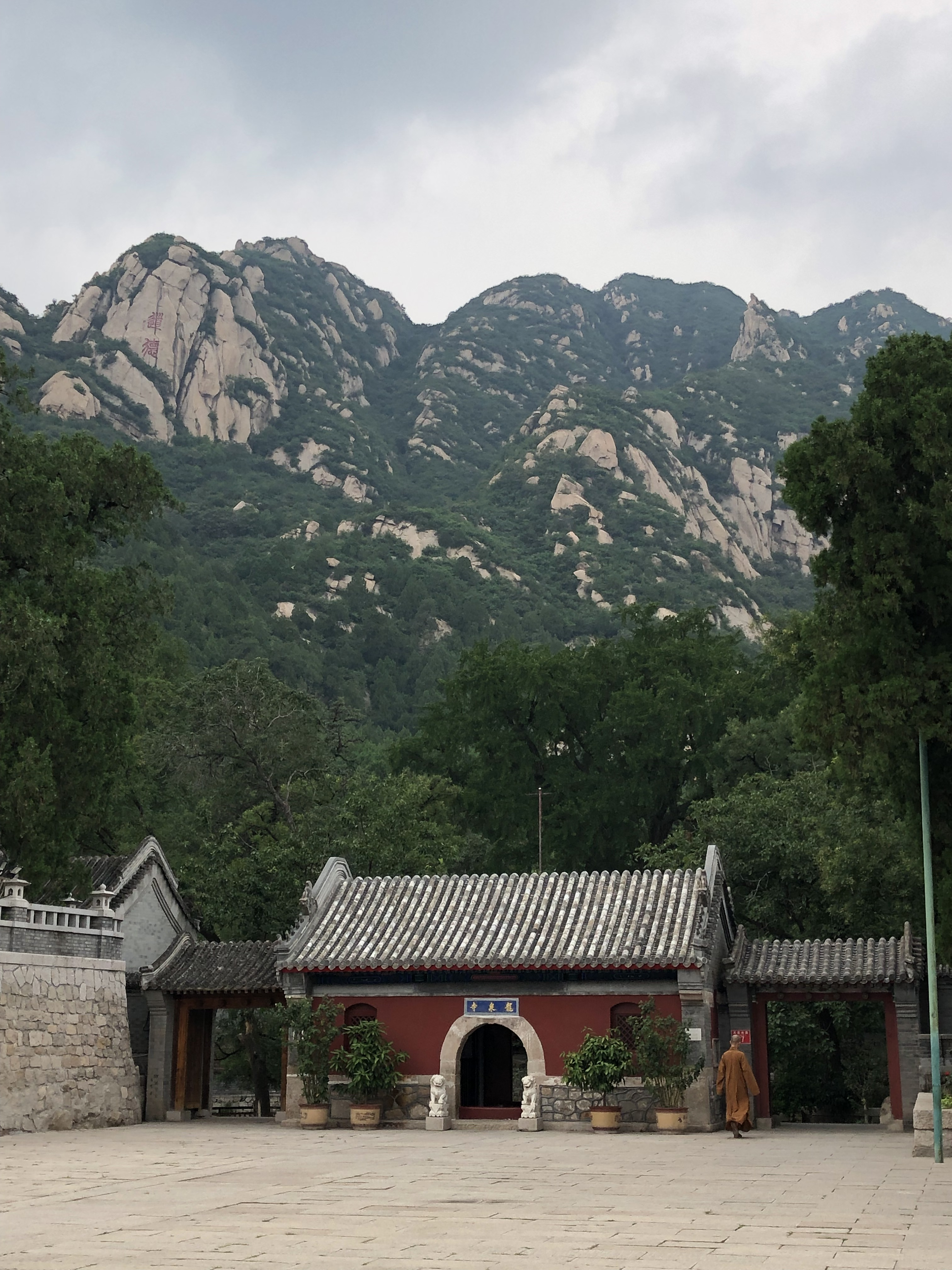
龙泉寺
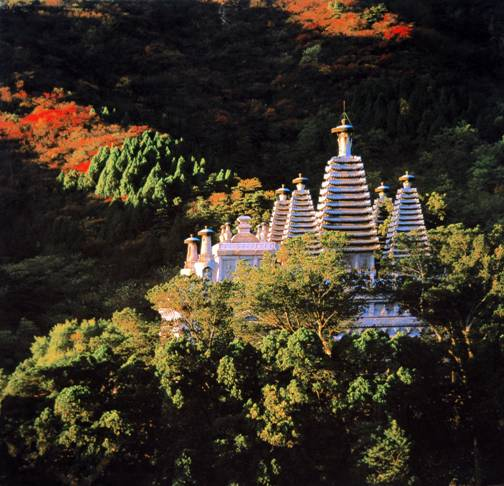
碧云寺金刚宝座塔
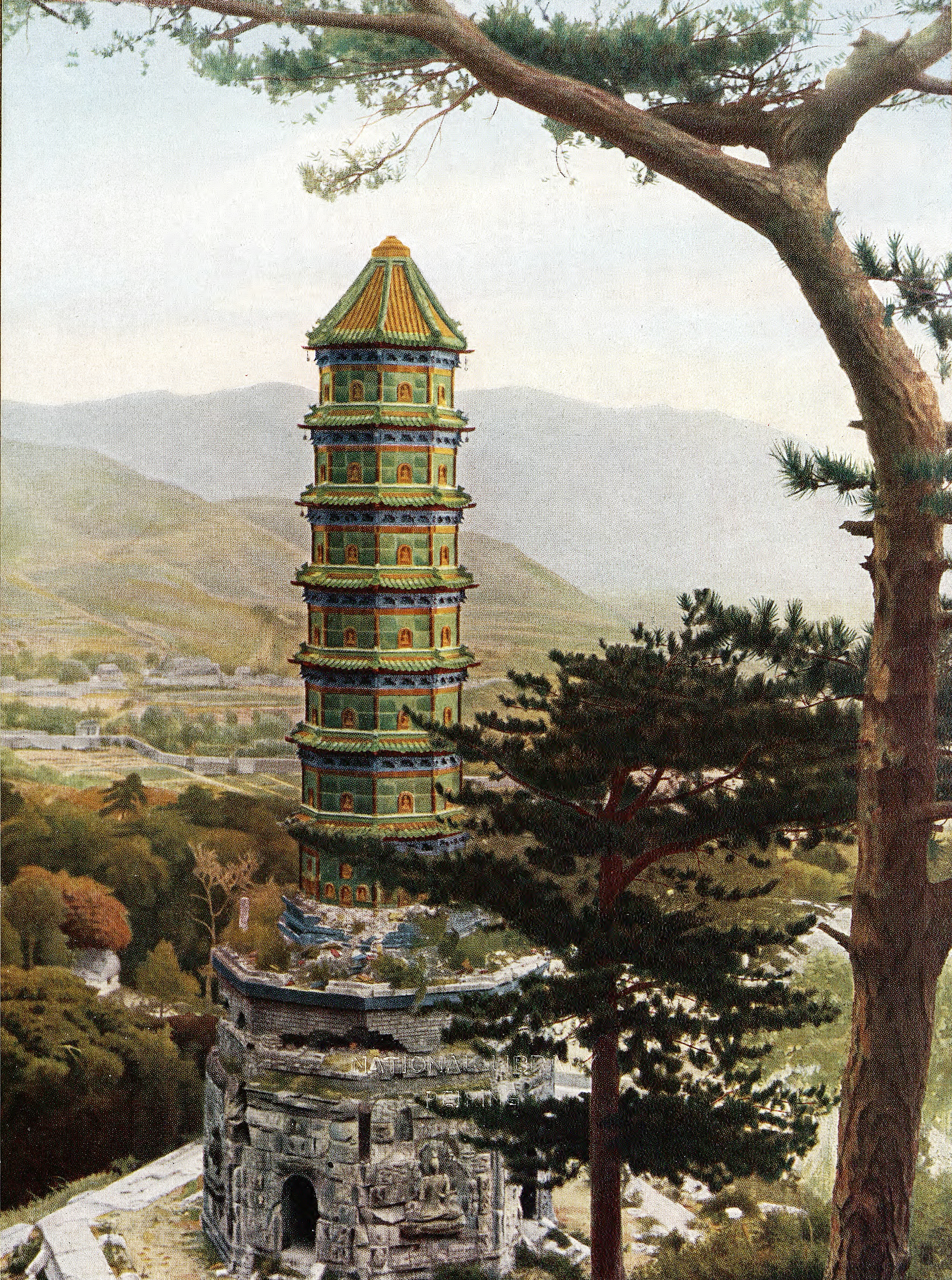
昭庙琉璃塔
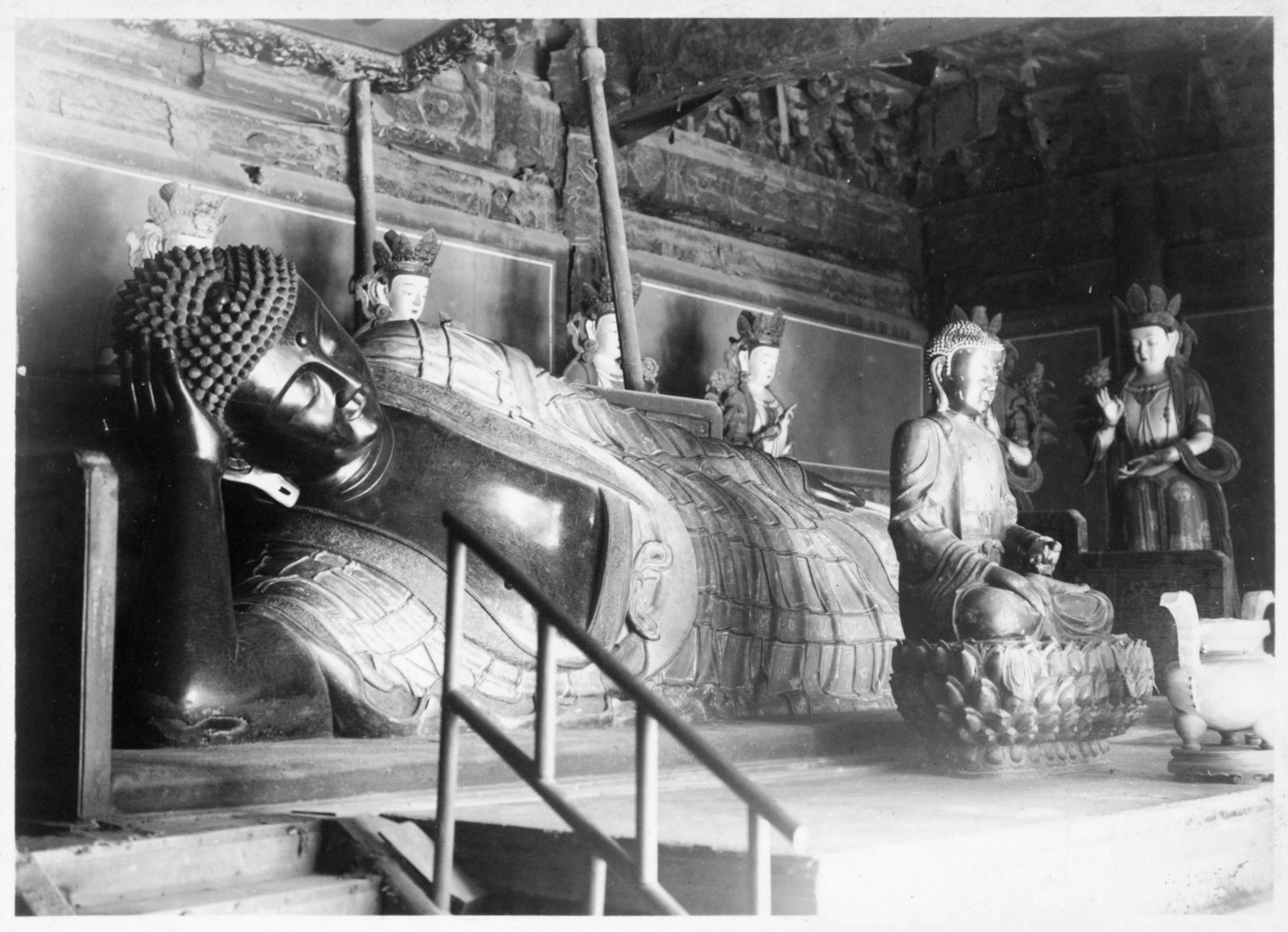
十方普觉寺中的明铜卧佛（1930）
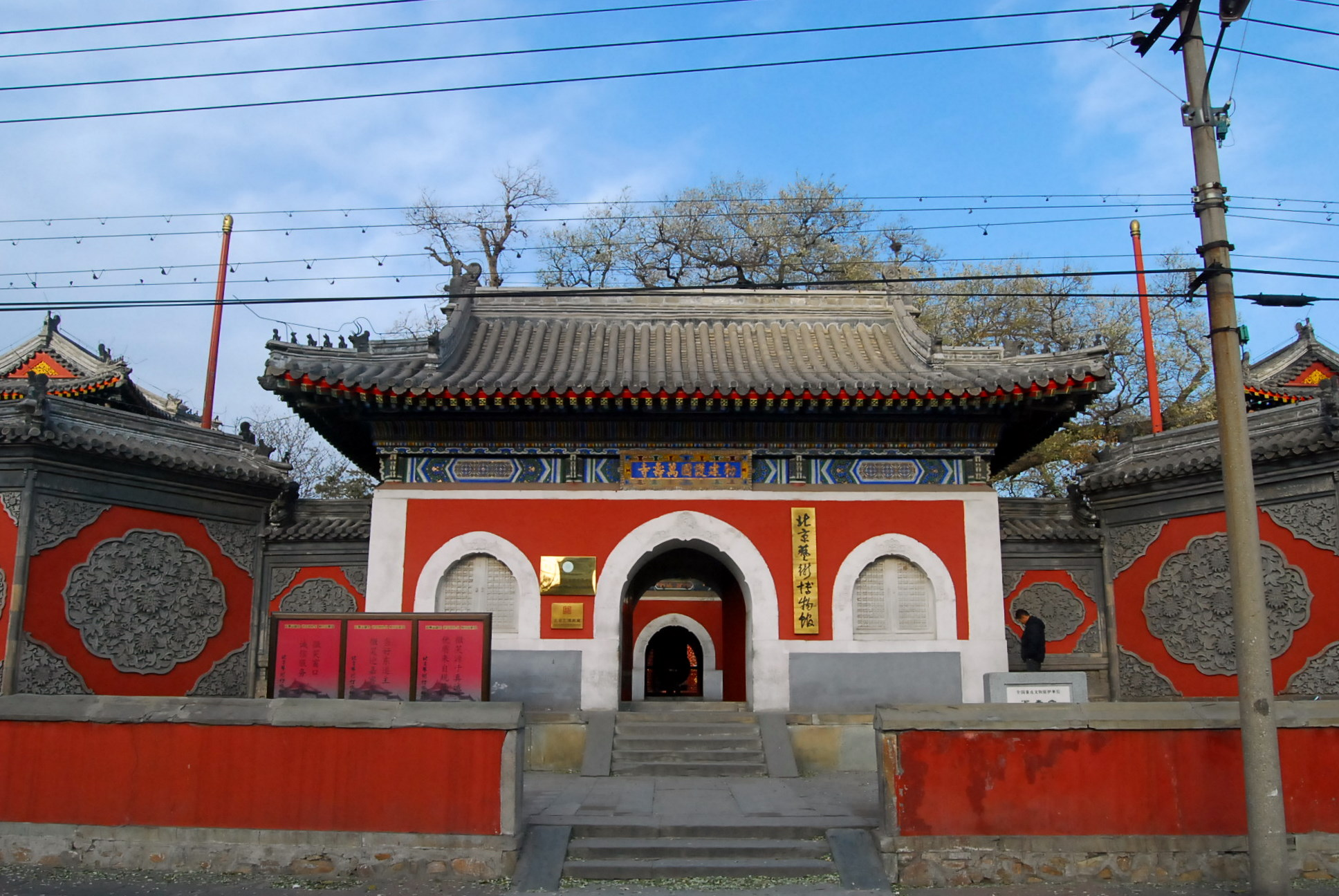
万寿寺（已无宗教功能）

## 友好城市
自1992年以来，海淀区与四大洲10个国家的14个市和区签署了正式文件，并建立了友好城市关系。其中包括：

### 南美洲
- 阿根廷圣菲（2010年5月）
- 阿根廷科尔多瓦拉法尔达（La Falda）（2009年9月10日）

### 北美洲
- 美国马萨诸塞州剑桥（2008年2月8日）
- 美国宾夕法尼亚州哈里斯堡（1998年4月15日）

### 欧洲
- 芬兰萨翁林纳（2016年3月9日）
- 希腊伯罗奔尼撒奥林匹亚（2008年2月28日）
- 荷兰格罗宁根（2004年10月19日）
- 法国法兰西岛埃松省伊韦特河畔比尔（1994年10月4日）

### 东亚
- 韩国首尔西大门区（1995年9月27日）
- 日本东京练马区（1992年10月13日）